# Kultur Berlins

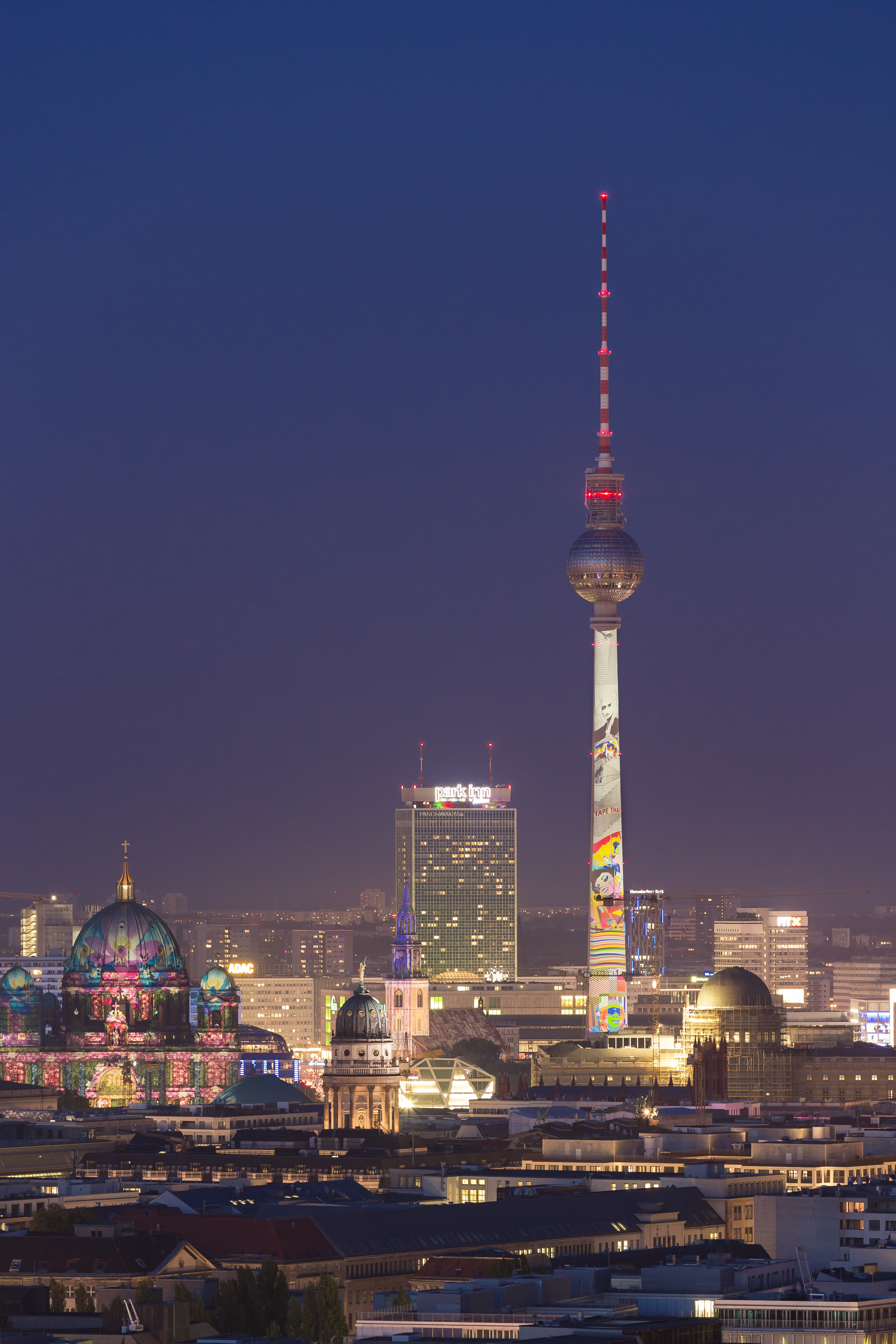
Die Kulturmetropole Berlin während eines Lichterfests

Die Kultur Berlins wird getragen von Ereignissen, Institutionen und Orten der Künste in der Weltmetropole Berlin. Künstlerinnen und Künstler prägen das urbane Leben. Werke von Kulturschaffenden, die in enger Beziehung mit der Stadt stehen, reflektieren den Zeitgeist. Firmen der Kreativindustrie tragen zur Verbreitung der Berliner Kultur bei.

## Gesellschaft
Berlin war im 16. und 17. Jahrhundert durch die protestantische Arbeits- und Leistungsethik geprägt. Eine gebildete bürgerliche Stadtgesellschaft entwickelte sich im 18. Jahrhundert. In der Folge wurde Berlin Geburtsort und Zentrum von überregional bekannten Persönlichkeiten der Zeitgeschichte.
Im 19. Jahrhundert entwickelte sich Berlin zu einem führenden Ort der deutschsprachigen Kultur und Wissenschaft. Während des 20. Jahrhunderts arbeiteten mehr als 40 Nobelpreisträger in Stadt. 
Seit dem 21. Jahrhundert ziehen Kreative, Forscher und Gründer aus aller Welt nach Berlin um ihr Glück zu machen. Die Metropole hat sich in der Gegenwart zu einem Lebensort und Arbeitsmittelpunkt von national wie international berühmten Kulturschaffenden etabliert.

## Kreativindustrie
Berlin ist eine wesentliche Metropole für die Kreativ- und Kulturwirtschaft. Im Jahr 2009 erwirtschafteten in der Kreativindustrie rund 160.000 Erwerbstätige in 25.500 Unternehmen einen Umsatz von rund 12,8 Milliarden Euro. Gemeinsam mit dem IKT-Sektor erwirtschaftet der Medien-, Kreativ- und Kulturbereich rund 16 % des Berliner BIP.
2014 zählte die Berliner Medien- und Unterhaltungsbranche zu zehn umsatzstärksten Medienstandorten der Welt. Der Wirtschaftszweig ist geprägt durch kleine und mittlere Unternehmen und hat keine international erfolgreichen Kulturkonzerne hervorgebracht.

## Forschung und Wissenschaft

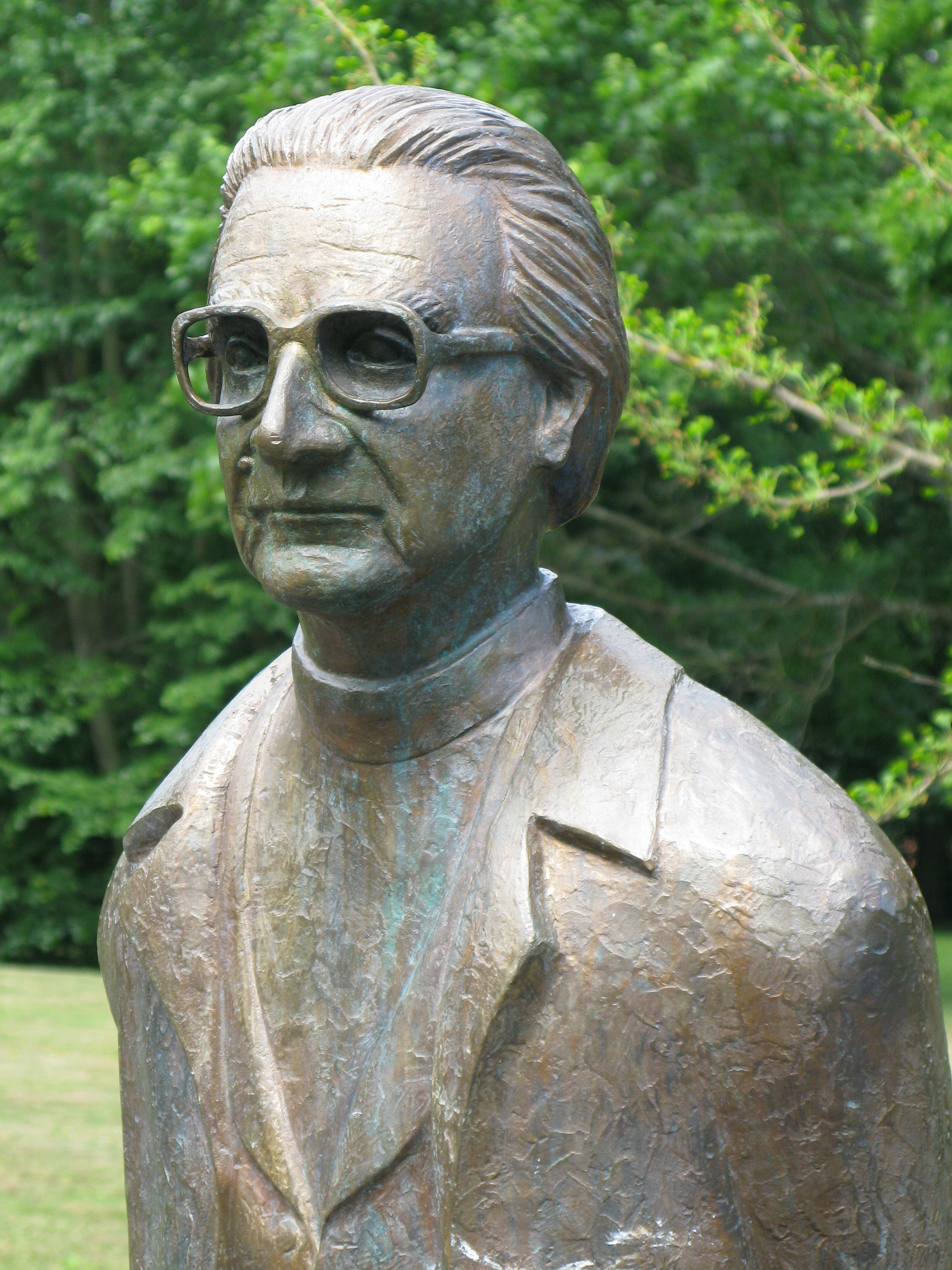
Büste von Konrad Zuse

In Berlin befinden sich eine hohe Anzahl von renommierten Wissenschafts- und Forschungseinrichtungen. Als Universitätsstadt zählt Berlin zu den global angesehenen Bildungsstandorten.
Im Jahr 2019 waren an über 40 Berliner Universitäten und Hochschulen rund 196.000 Studenten und Studentinnen eingeschrieben. Damit verzeichnet die Stadt die größte Anzahl an Studierenden im deutschsprachigen Raum. Berlin zählt zu den Weltstädten mit sehr vorteilhaften Studienbedingungen.
Die durch Wilhelm von Humboldt gegründete und im Jahr 1809 eröffnete Humboldt-Universität zu Berlin hat gegenwärtig etwa 35.000 Studierende. Die Freie Universität Berlin hat rund 36.000, die Technische Universität Berlin rund 34.000 und die Universität der Künste Berlin etwa 4.500 Studierende. Die 2003 gegründete Charité – Universitätsmedizin Berlin ist mit ihren vier Standorten die größte medizinische Fakultät Europas.
Die Freie Universität Berlin und die Humboldt-Universität zählen beide seit 2012 zu elf deutschen Eliteuniversitäten. Mit der Bekanntgabe des Ergebnisses der Exzellenzstrategie 2019 gehören die FU, die HU, die Technische Universität und die Charité – Universitätsmedizin als Einrichtungen der Berlin University Alliance gemeinsam zu den insgesamt elf deutschen Exzellenzuniversitäten. Die European School of Management and Technology ist eine der weltweit führenden Wirtschaftshochschulen.
Berlin ist eine der forschungsstärksten Regionen in Europa. Über 60.000 Beschäftigte lehren und arbeiten an den über 70 außeruniversitären öffentlich finanzierten Forschungseinrichtungen (Stand:2010). Auch die großen nationalen Forschungsorganisationen Fraunhofer-Gesellschaft, Helmholtz-Gemeinschaft, Leibniz-Gemeinschaft und Max-Planck-Gesellschaft sind mit mehreren Instituten vertreten. Die Internationale Mathematische Union, ein Mathematik-Weltverband, der alle vier Jahre die global renommierte Fields-Medaille verleiht, hat ihren Sitz in Berlin.

## Festivals
Während des gesamten Jahres ist Berlin Spielstätte international ausgerichteter Festivals. Einige der Ereignisse finden unter dem organisatorischen Dach der Berliner Festspiele statt. Jedes Jahr finden in Berlin die Internationalen Filmfestspiele statt. Das auch Berlinale gilt als das größte Publikumsfestival der Welt. In zahlreichen Kategorien werden Auszeichnungen vergeben. Der Wettbewerb schließt mit der Verleihung des Goldenen und der Silbernen Bären. Das Festival of Lights gehört zu den berühmtesten Lichtfestivals.
Beim Berliner Theatertreffen werden die bemerkenswertesten deutschsprachigen Theaterinszenierungen einer Saison präsentiert. Weitere Festivals sind das Literaturfestival, das Tanzfest, die Young Euro Classic und die Berlin Biennale. Das Jazzfest Berlin wird seit 1964 veranstaltet. Im Jahr 2015 fand erstmals das populäre Lollapalooza-Festival auf dem Gelände des Flughafens Tempelhof statt.
Umzüge, Paraden, Volksfeste und Weihnachtsmärkte sind ebenfalls etablierte Ereignisse im Veranstaltungskalender der Stadt. Der Karneval der Kulturen und der Berliner Christopher Street Day gehören mit hunderttausenden Besuchern zu den größten. Das Berliner Frühlingsfest zählt zu besucherstärksten Rummelplätzen. In Berlin gibt es außerdem eine jahrhundertealte Tradition der Weihnachtsmärkte. Rund 80 solcher Märkte werden zur Weihnachtszeit stadtweit eingerichtet.

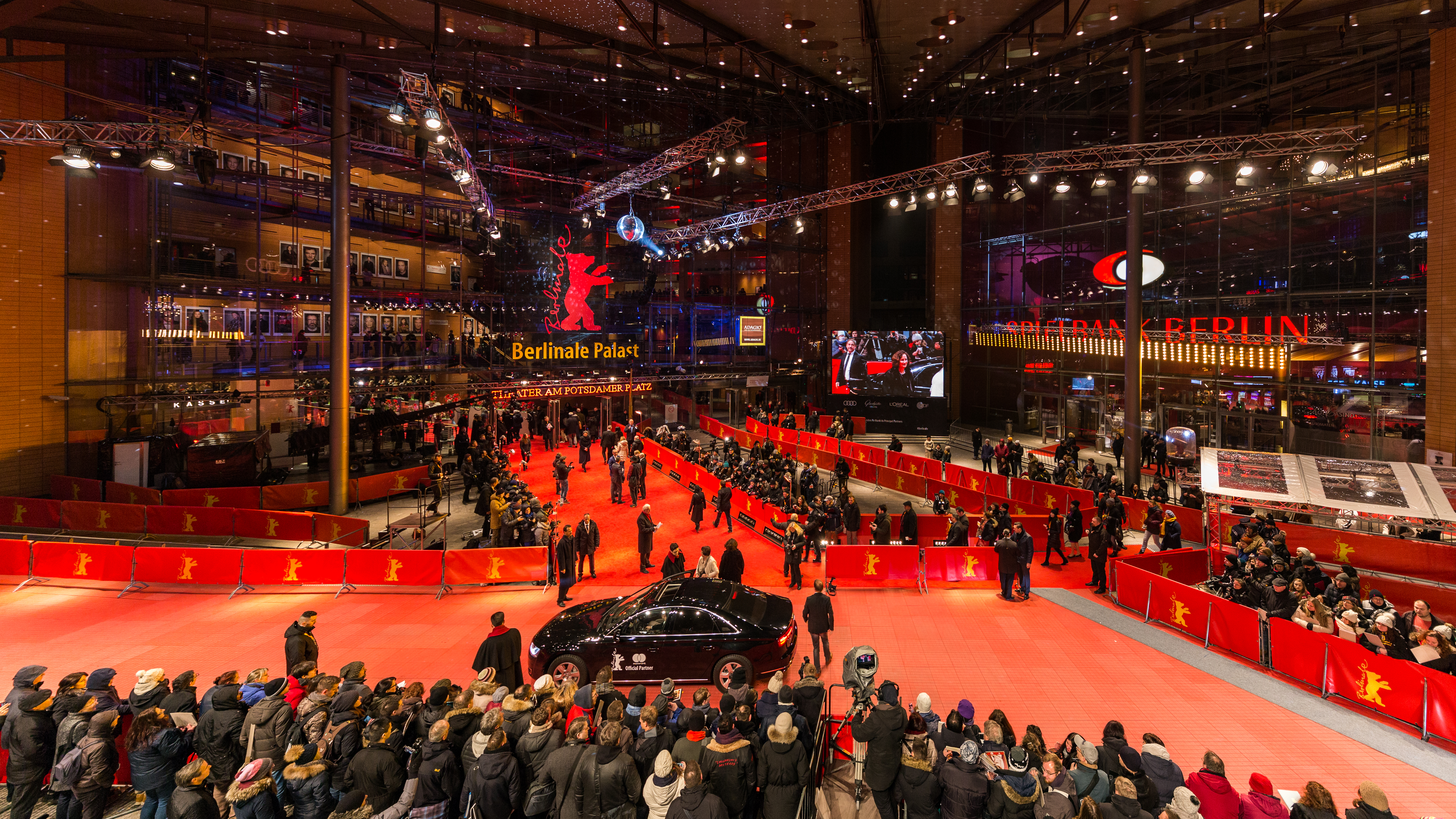
Berlinale
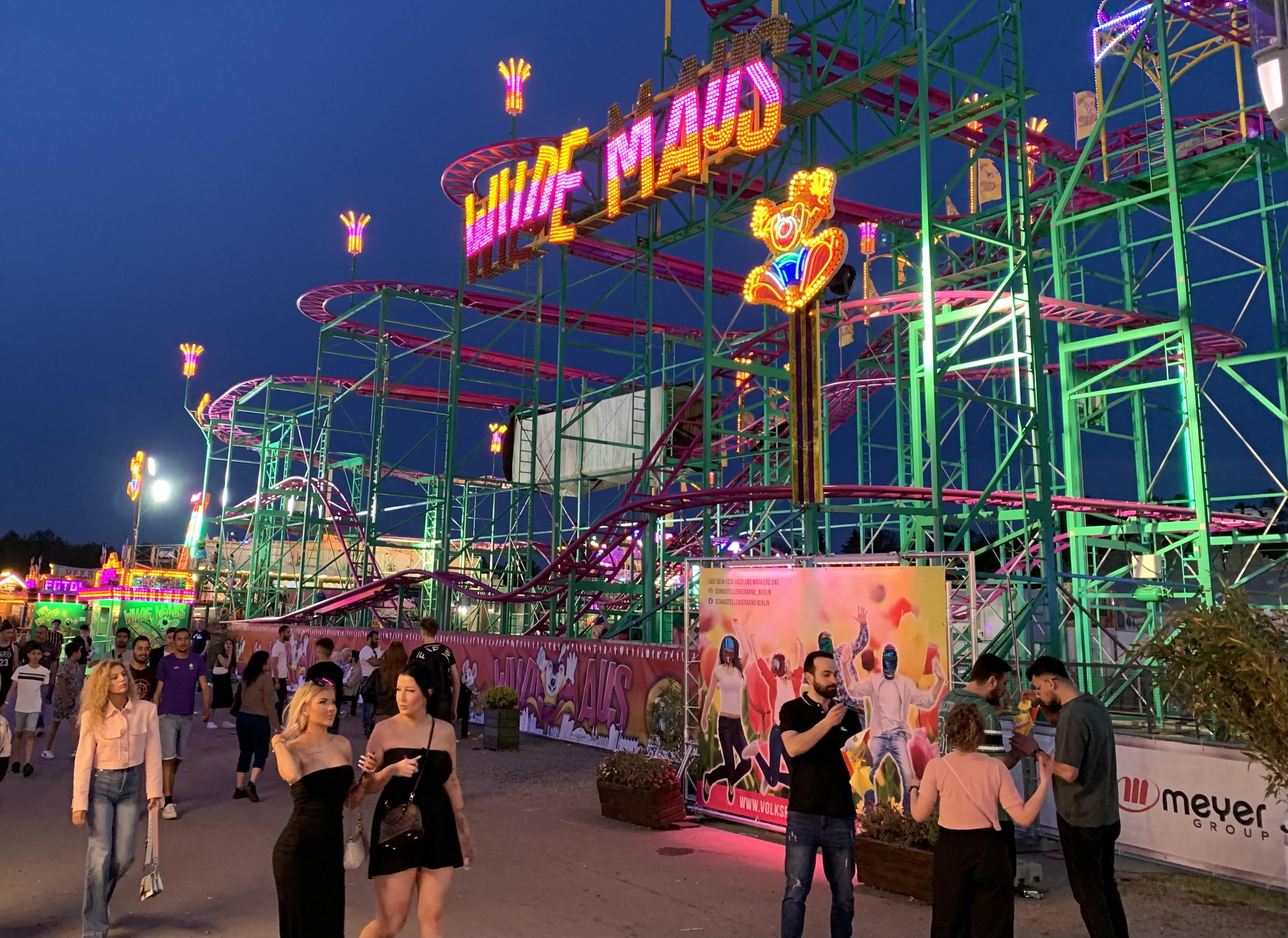
Berliner Frühlingsfest
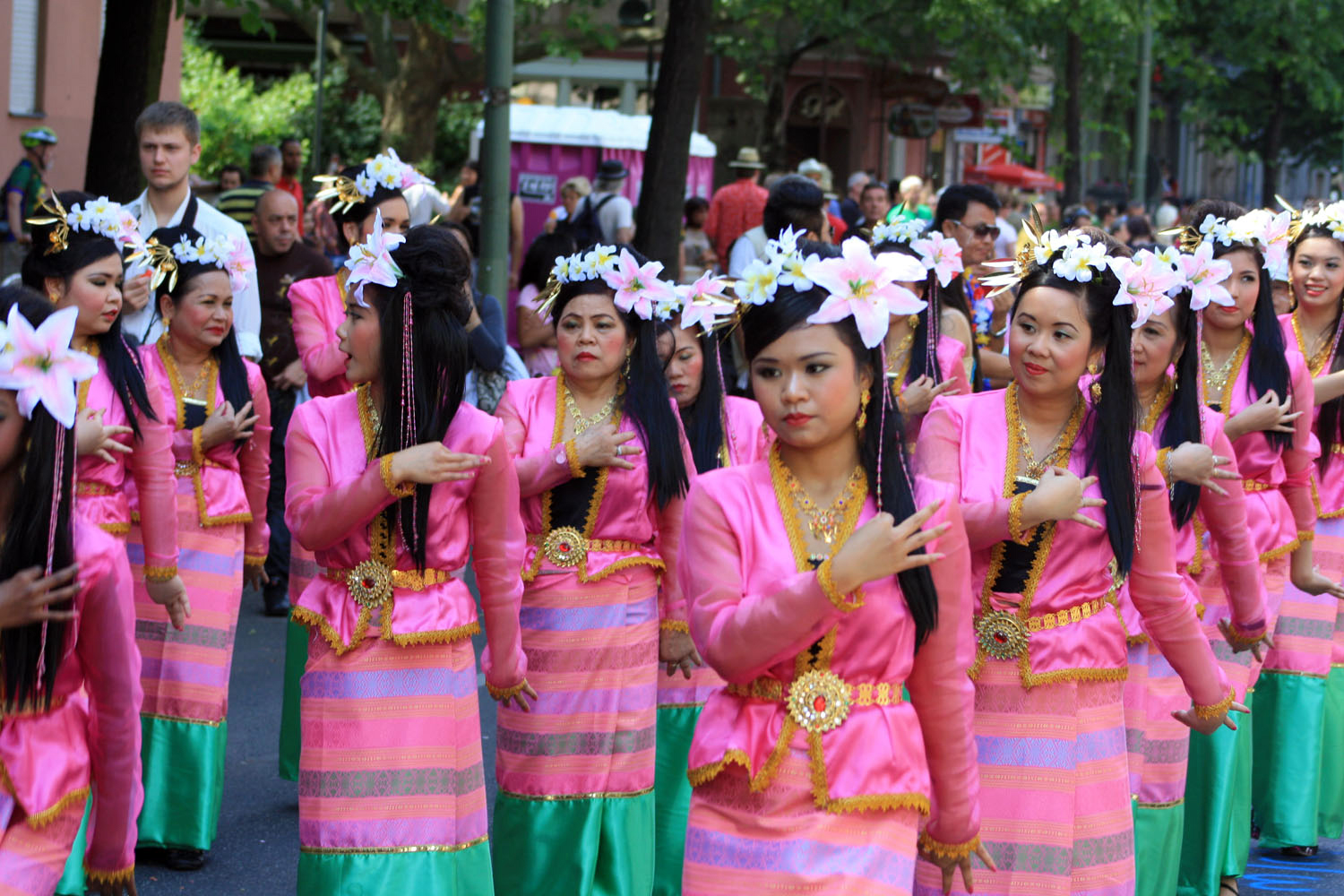
Karneval der Kulturen
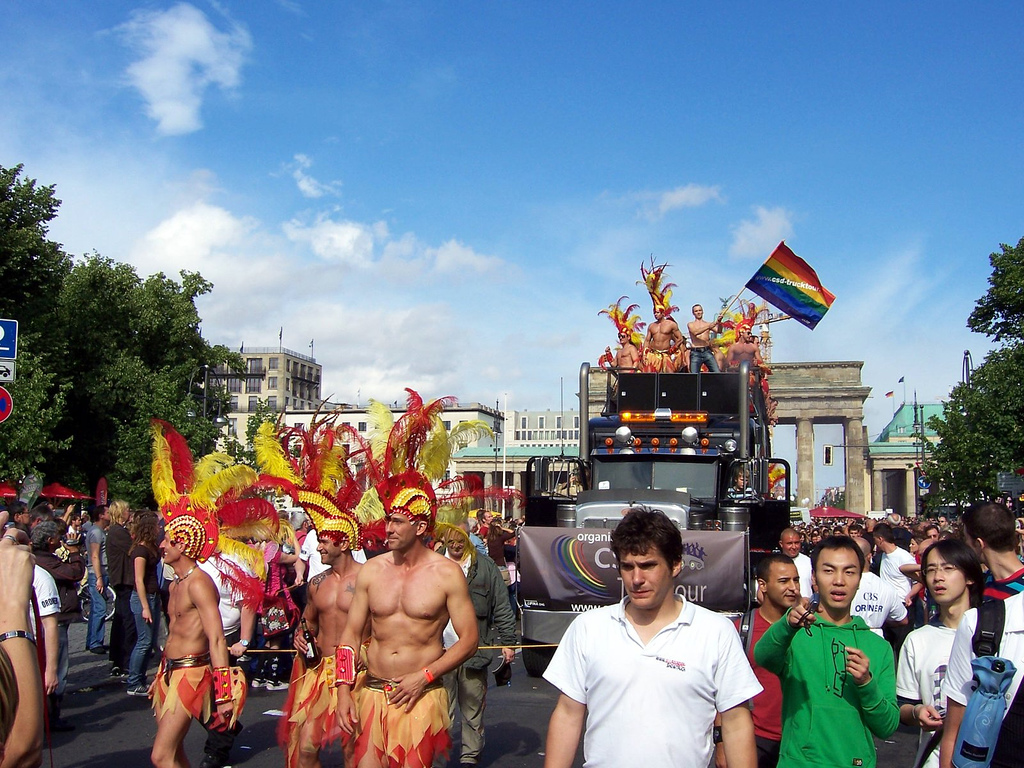
Berliner CSD
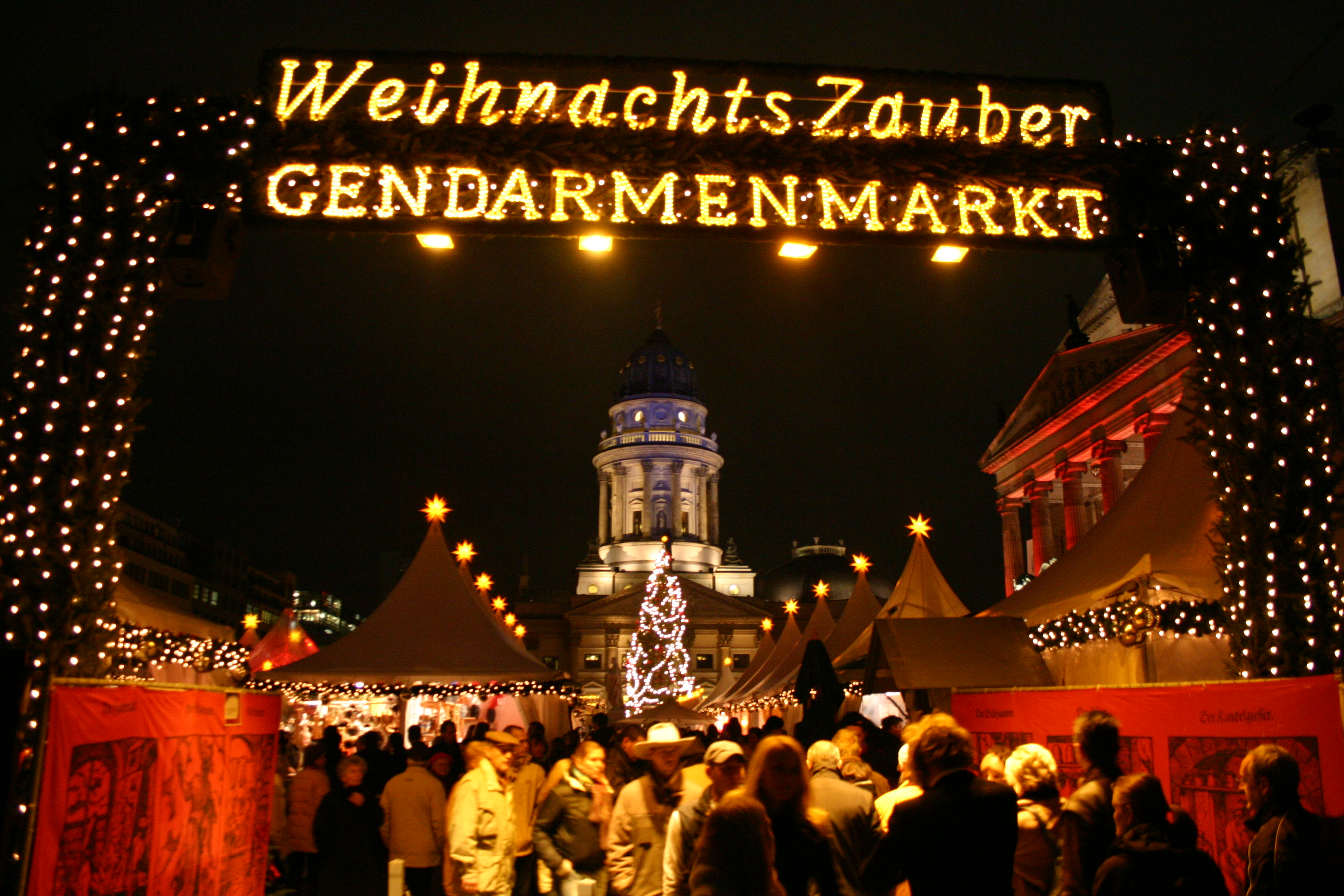
Weihnachtsmarkt am Gendarmenmarkt

## Orchester und Chöre

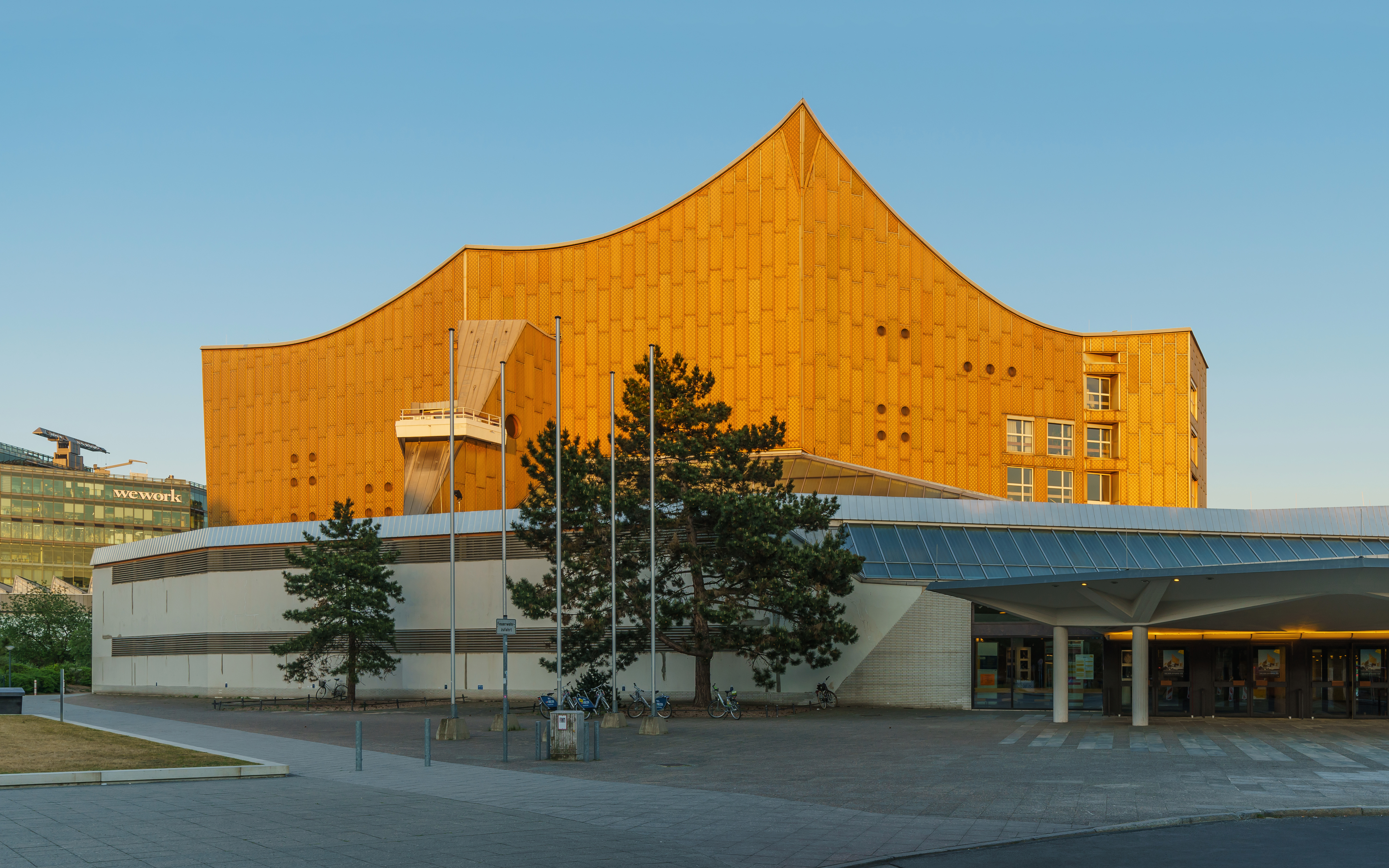
Berliner Philharmonie

Berlin verfügt über drei vom Land Berlin hochsubventionierte Opernhäuser: die Staatsoper Unter den Linden, die Deutsche Oper und die Komische Oper.
Daneben bestehen in Berlin mehrere Orchester: Die Berliner Philharmoniker, das Konzerthausorchester Berlin, das Deutsche Symphonie-Orchester Berlin und das Rundfunk-Sinfonieorchester Berlin. Die Ensembles treten im Konzerthaus Berlin und der Berliner Philharmonie auf. Einige von ihnen, wie die Philharmoniker, sind regelmäßig weltweit auf Tourneen unterwegs.
Im Chorverband Berlin sind 236 Laienchöre mit über 10.000 Mitgliedern vereinigt. Die bekanntesten Chöre sind der Rundfunkchor Berlin und der RIAS Kammerchor. Die Sing-Akademie zu Berlin besteht als Wiege der bürgerlichen Musikpflege in Berlin seit 1791. Das Weihnachtssingen des 1. FC Union Berlin bringt rund 25.000 Menschen zusammen um gemeinsam Adventslieder zu singen.

## Theaterbühnen

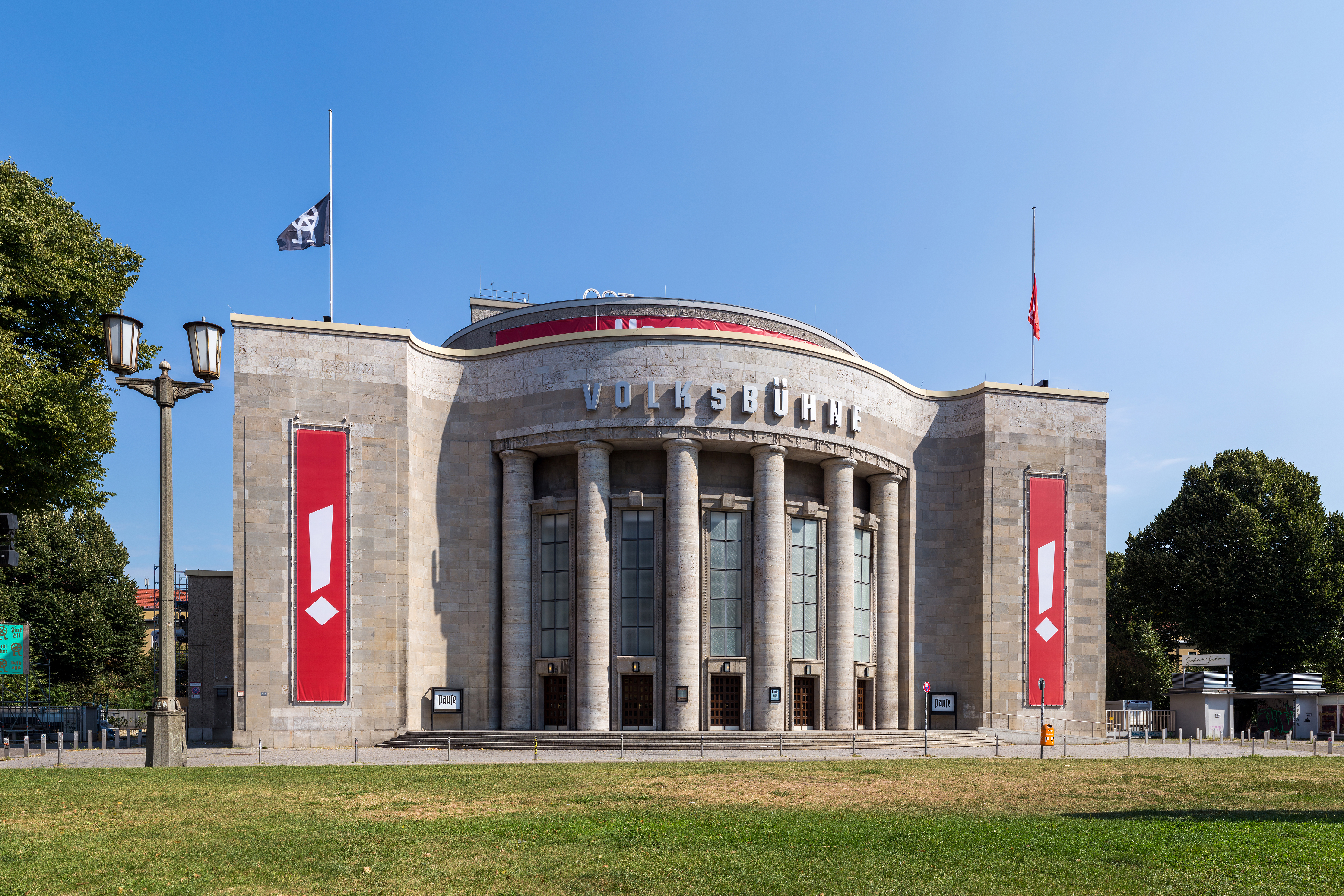
Volksbühne

Zahlreiche Sprechtheater prägen die kulturelle Landschaft der Metropole. Die bekanntesten sind das Berliner Ensemble, die Volksbühne am Rosa-Luxemburg-Platz, die Schaubühne am Lehniner Platz, das Deutsche Theater, das Maxim-Gorki-Theater, das Renaissance-Theater sowie die Jugendtheater Grips-Theater und Theater an der Parkaue.

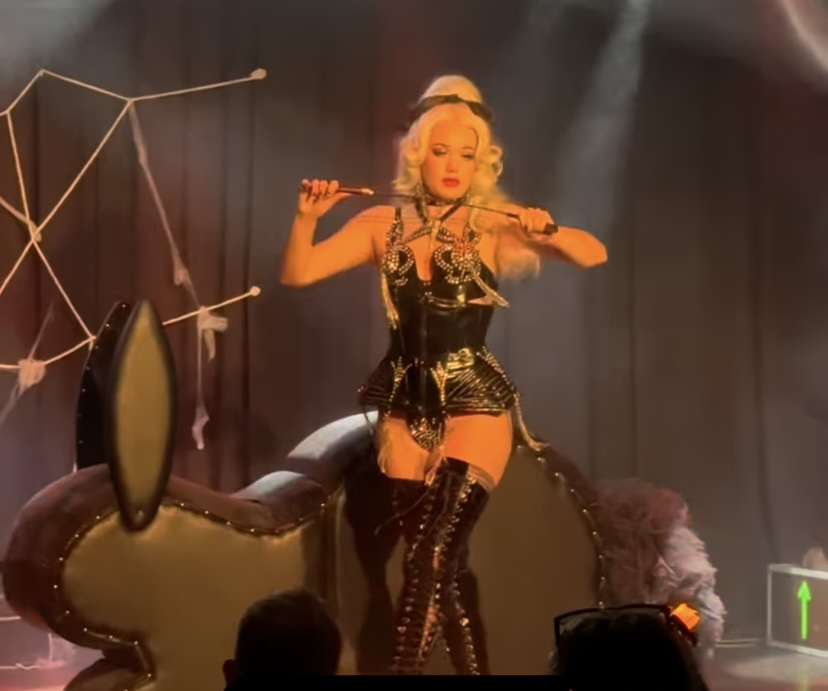
Burlesque Show im Kiez, 2024

Das Theater des Westens und das Theater am Potsdamer Platz bieten in erster Linie Musicals. Revuen und Shows werden im Friedrichstadt-Palast gezeigt. Der Palast ist die am meisten besuchte Theaterbühne in Berlin.
Der Wintergarten in dem jährlich das International Burlesque Festival stattfindet und das Chamäleon sind für ihr Varieté berühmt. Der Admiralspalast zeigt verschiedenste Showformate.
Bühnen wie die Wühlmäuse, die Distel oder der Quatsch Comedy Club sind für Kabarett und satirische Unterhaltungsprogramme bekannt. Das Radialsystem V hat sich mit Tanz- und Performancestücken einen Namen gemacht.
Die freie internationale Theaterszene in Berlin ist darüber hinaus sehr vielseitig. Mehr als 400 unabhängig produzierende Theater- und Tanzgruppen präsentierten im Jahr 2019 ihre Arbeiten außerhalb der Staats- und Stadttheater Ensembles und Orchester.

## Architektur
Berlin hat nach 1945 und 1990 keine international bedeutende Baukultur entwickelt. In der Stadt sind dennoch einige solitäre Bauwerke und Viertel hervorgebracht worden, die auch weltweit Anerkennung genießen.
Das 1791 errichtete Brandenburger Tor ist Berlins Wahrzeichen. Es wird von einer Quadriga mit der Siegesgöttin Victoria gekrönt. Das Tor ist das westliche Ende des Boulevards Unter den Linden, der sich bis zu der über die Spree führenden Schloßbrücke hinzieht. Jenseits der Brücke befinden sich auf der Spreeinsel unter anderem der Lustgarten, die Museumsinsel, der Berliner Dom und das Berliner Schloss (Humboldt Forum).

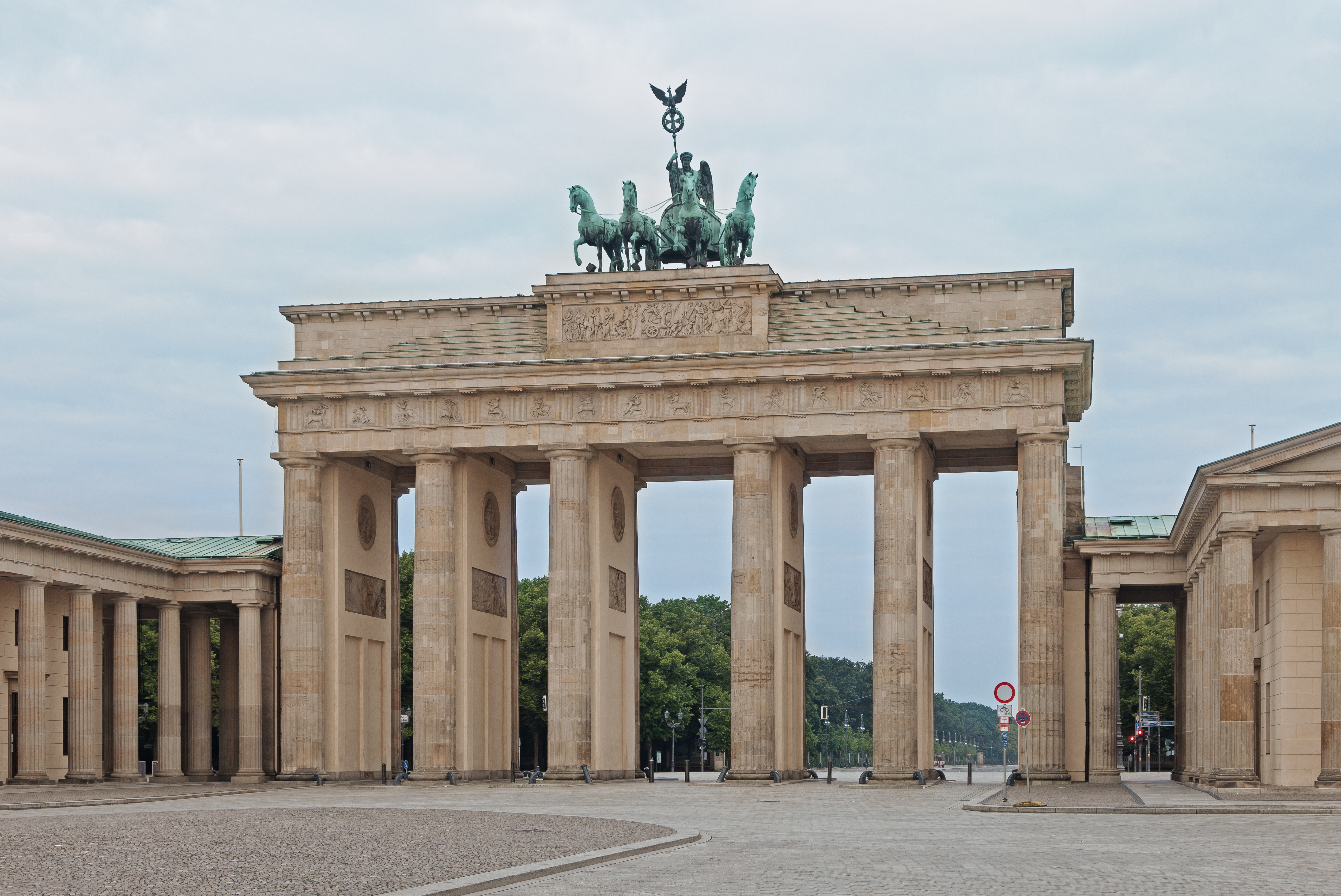
Brandenburger Tor
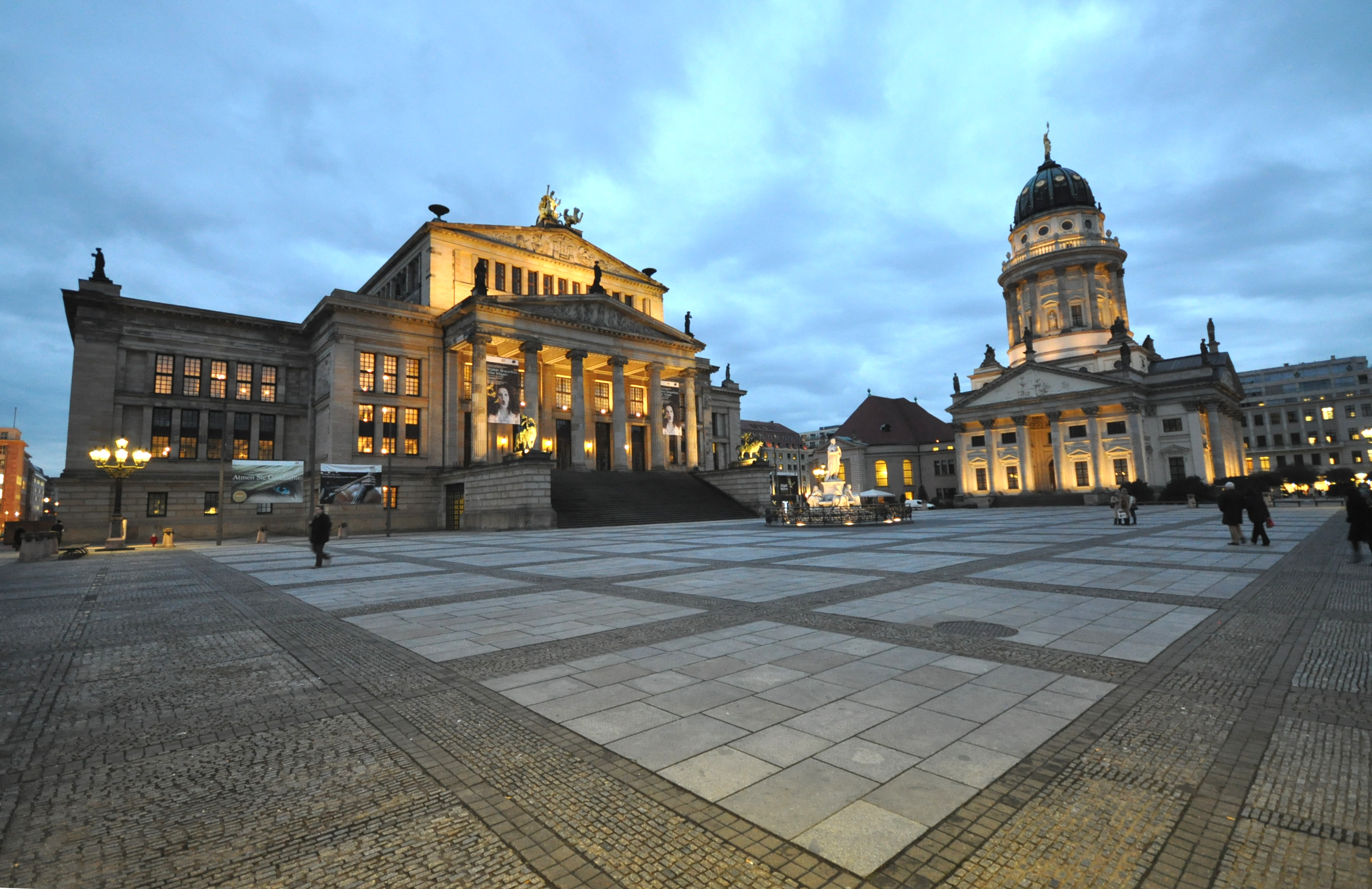
Gendarmenmarkt mit Schauspielhaus und Französischem Dom
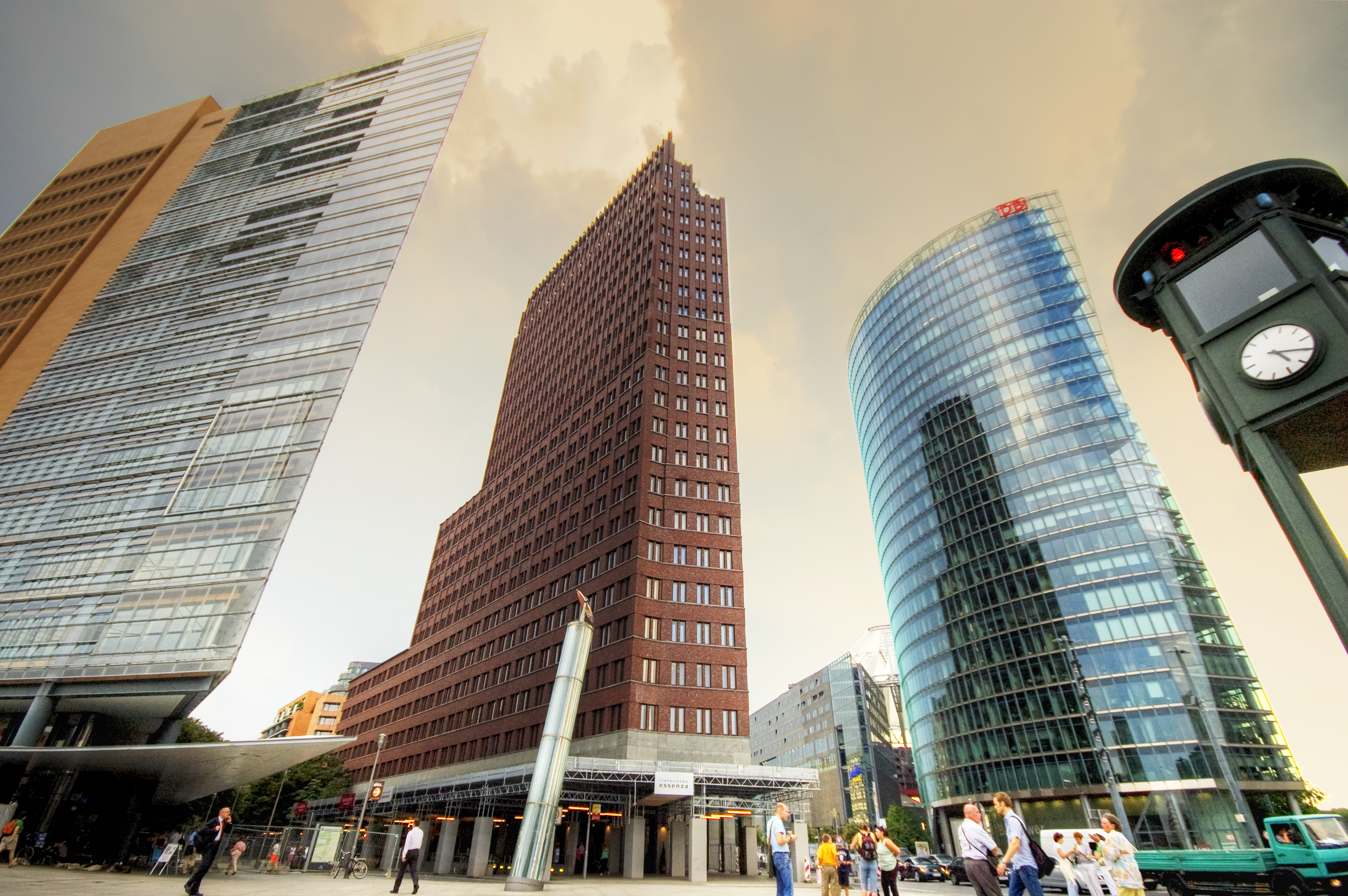
Kollhoff-Turm am Potsdamer Platz,
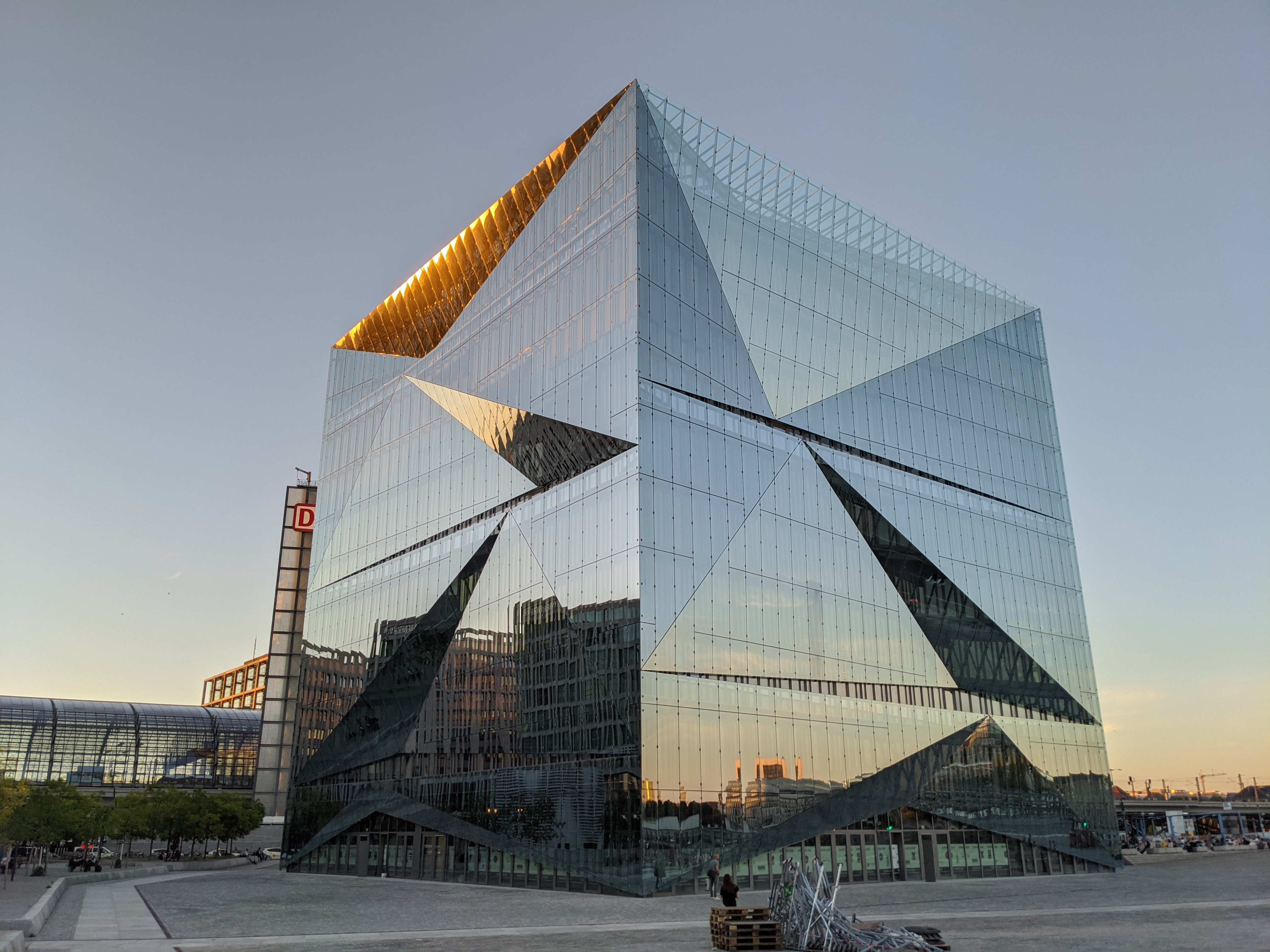
Cube Berlin[26] am Hauptbahnhof
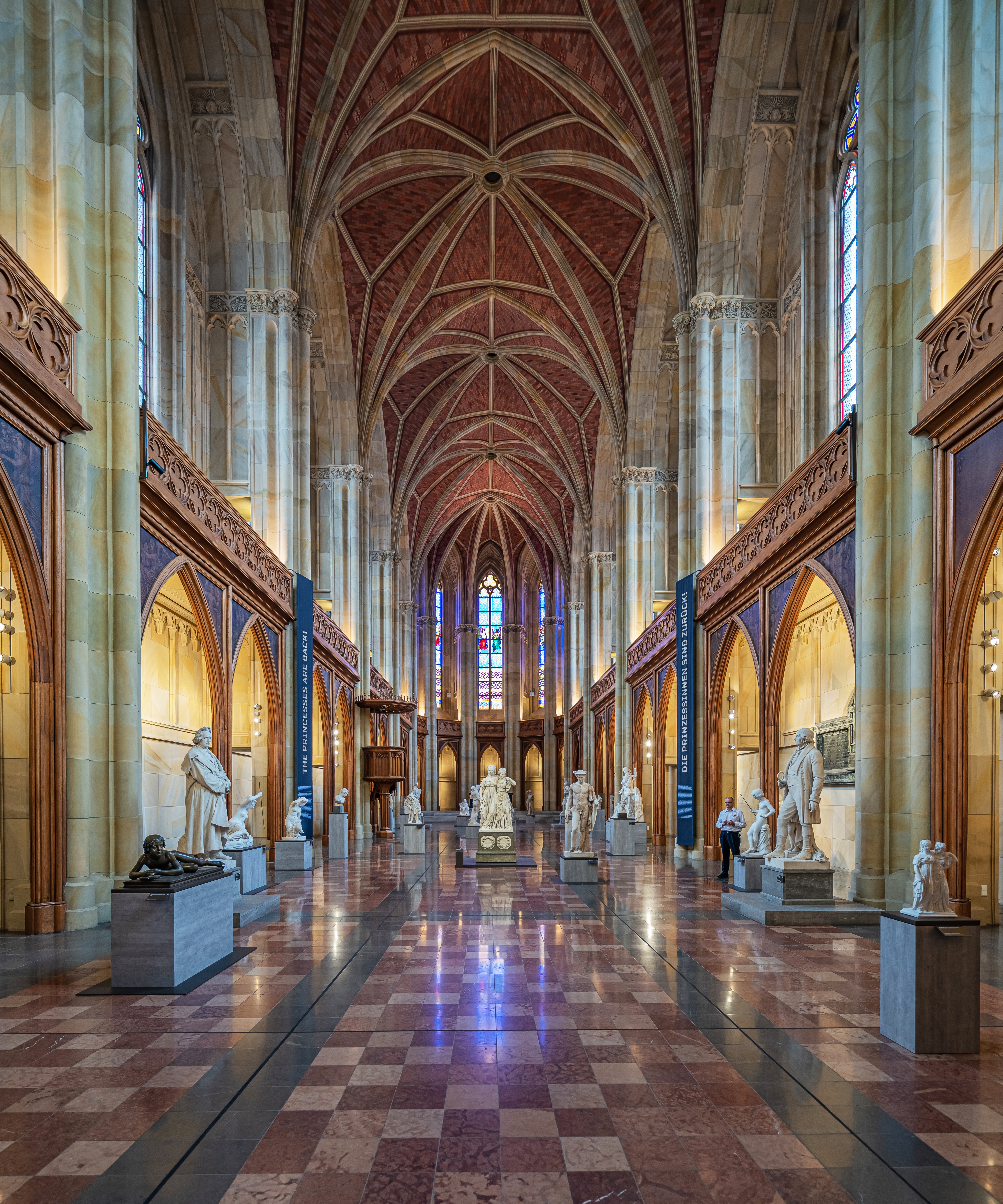
Friedrichswerdersche Kirche
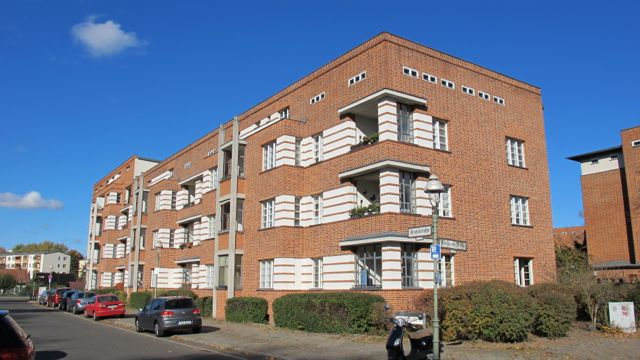
Siedlung Schillerpark, Weltkulturerbe

In diesem Areal liegen mit der im Jahr 1743 im Stil des Palladianismus erbauten Staatsoper Unter den Linden, dem Kronprinzen- und dem Prinzessinnenpalais, der 1780 errichteten, Alten Bibliothek, sowie dem 1706 nach Plänen von Andreas Schlüter vollendeten barocken Zeughaus fünf Prachtbauten aus dem 18. Jahrhundert direkt am Boulevard Unter den Linden. Hinzu kommt die 1773 errichtete St.-Hedwigs-Kathedrale, die Hauptkirche des katholischen Erzbistums Berlin. Der Französische Dom am Gendarmenmarkt war im 17. Jahrhundert Mittelpunkt des französischen Viertels.
Bis 1940 war der Potsdamer Platz einer der verkehrsreichsten Plätze Europas. Im Jahr 1961 wurde er durch die Berliner Mauer geteilt und die Gegend verfiel. Durch zahlreiche Neubauten die nach 1990 entstanden nahm er seine zentrale Rolle wieder ein.
In der Nähe des Brandenburger Tores befindet sich das 1894 eröffnete Reichstagsgebäude. Seit 1999 ist das Gebäude Sitz des Deutschen Bundestages. Jährlich wandeln zwei Millionen Menschen durch seine gläserne Kuppel. Das 1785 errichtete Schloss Bellevue, einst Sommerwohnung von Prinz August Ferdinand, ist seit 1990 Amtssitz des Bundespräsidenten.
Die international bekannteste Einkaufspromenade in Berlin ist der Kurfürstendamm mit seinen zahlreichen Hotels, Geschäften und Restaurants. Die im Zweiten Weltkrieg zerstörte Kaiser-Wilhelm-Gedächtniskirche blieb als Mahnmal erhalten.
Östlich der beiden Spreearme, die die Spreeinsel umfließen, liegt der Alexanderplatz mit vielen Geschäften und Restaurants, ganz in der Nähe davon der 368 Meter hohe Fernsehturm – das höchste Bauwerk Deutschlands –, und das Rote Rathaus. Der Ortsteil Prenzlauer Berg ist für seine Gründerzeitbauten bekannt. Die Oranienburger Straße wurde mit der Restaurierung der 1866 fertiggestellten Neuen Synagoge im Jahr 1995 erneut zum Mittelpunkt jüdischer Kultur.
In Charlottenburg steht der 150 Meter hohe Funkturm, der 1926 anlässlich der 3. Deutschen Funkausstellung entstand und zu einem der Wahrzeichen Berlins avancierte. Weitere Bauwerke sind das Schloss Charlottenburg (Baubeginn 1695), ein barocker Repräsentationsbau der Hohenzollern, die Zitadelle Spandau sowie das an Havel gelegene Schloss Glienicke. In dem ebenfalls im Stil des Klassizismus durch Karl Friedrich Schinkel umgebauten Schloss Tegel sind die Brüder Wilhelm und Alexander von Humboldt aufgewachsen.
Die Karl-Marx-Allee entstand im repräsentativen Stil des sozialistischen Klassizismus. Sie verläuft vom Alexanderplatz bis zum Frankfurter Tor. Die Zwillingstürme entstanden unter dem Architekten Hermann Henselmann.
Sechs Siedlungen der Berliner Moderne, die zwischen 1913 und 1934 entstanden, wurden 2008 von der UNESCO in die Liste des Welterbes aufgenommen.
Zu den national bekanntesten Architekturbüros, die im 21. Jahrhundert in Berlin ansässig sind zählen Hans Kollhoff, GRAFT, Kleihues + Kleihues und Sauerbruch Hutton.

## Parkanlagen und Zoos

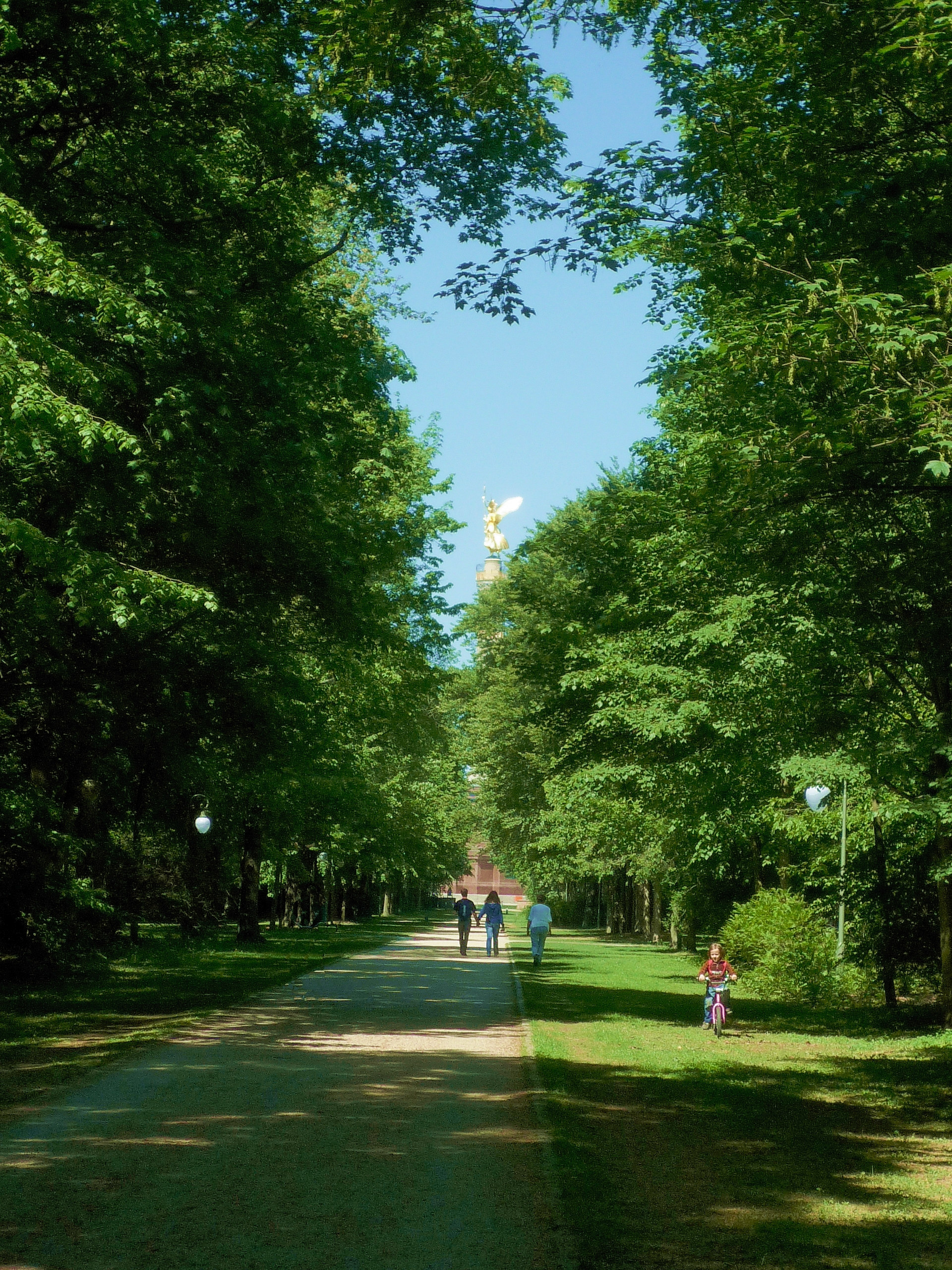
Der Große Tiergarten

In Berlin sind im gesamten Stadtgebiet große Parks angelegt worden. Da auch fast alle Straßen von Bäumen gesäumt sind, gilt Berlin in der Sommerzeit als grüne Stadt. 2007 gab es rund 440.000 angepflanzte Straßenbäume, die meisten davon Laubbäume. Die über 2500 öffentlichen Grünanlagen bieten vielfältige Freizeitmöglichkeiten.
Die größte heute als Park bezeichnete Freifläche Berlins ist der Tempelhofer Park, der auf dem ehemaligen Flughafen Tempelhof entstand. Im Zentrum der Stadt liegt der Große Tiergarten. Er ist die älteste und bedeutendste Parkanlage Berlins und wurde im Verlauf von mehr als 500 Jahren gestaltet. Ursprünglich ein ausgedehntes Waldareal vor den Toren der Stadt, genutzt von den preußischen Adeligen als Jagd- und Ausrittgebiet, wurde dieses nach und nach von der Stadtentwicklung umschlossen. Einige große Straßen durchschneiden den Tiergarten. Der Große Tiergarten hat die Gestalt einer naturnahen Parklandschaft.

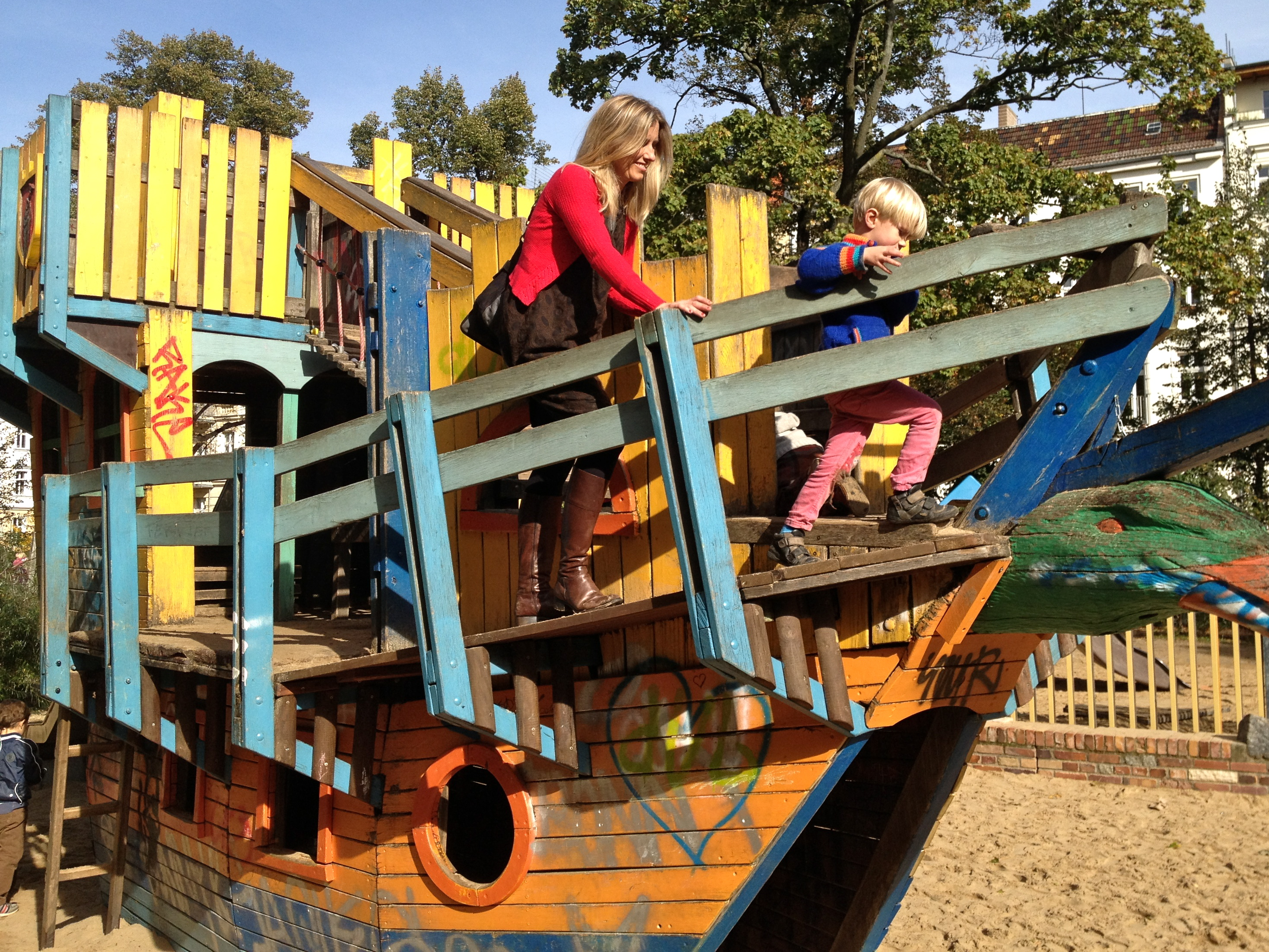
Spielplatz am Helmholtzplatz

Eine Besonderheit unter den Parks ist der Botanische Garten. Im Südwesten der Stadt gelegen ist er der viertgrößte Botanische Garten der Welt. Er umfasst rund 22.000 verschiedene Pflanzenarten. Das 25 Meter hohe Große Tropenhaus ist das höchste Gewächshaus der Welt.
Berlin verfügt über mehrere zoologische Einrichtungen: den Zoologischen Garten nebst Aquarium und den Tierpark. Der bereits 1844 an der damaligen Stadtgrenze zu Charlottenburg eröffnete Zoologische Garten ist der älteste Zoo Deutschlands und zugleich der artenreichste der Welt. Der wesentlich jüngere Tierpark wurde 1954 in Friedrichsfelde auf dem Gelände des Schlossparks Friedrichsfelde eröffnet. Er ist mit 160 Hektar der größte Landschaftstierpark Europas.
Berlin ist außerdem international für seine ausgestalteten Spielplätze bekannt. Insgesamt gab es 2019 stadtweit über 1.800 öffentliche Spielplätze. Zu den beliebten und größten Spielplätzen zählen der Räuberland Abenteuerspielplatz am Wannsee, der Wasserspielplatz mit Riesenwal in Marzahn, der Drachenspielplatz in Friedrichshain, der Spielplatz Stangenwald im Park am Gleisdreieck und das Spieleparadies auf dem Spielplatz Weichselplatz.

## Sport

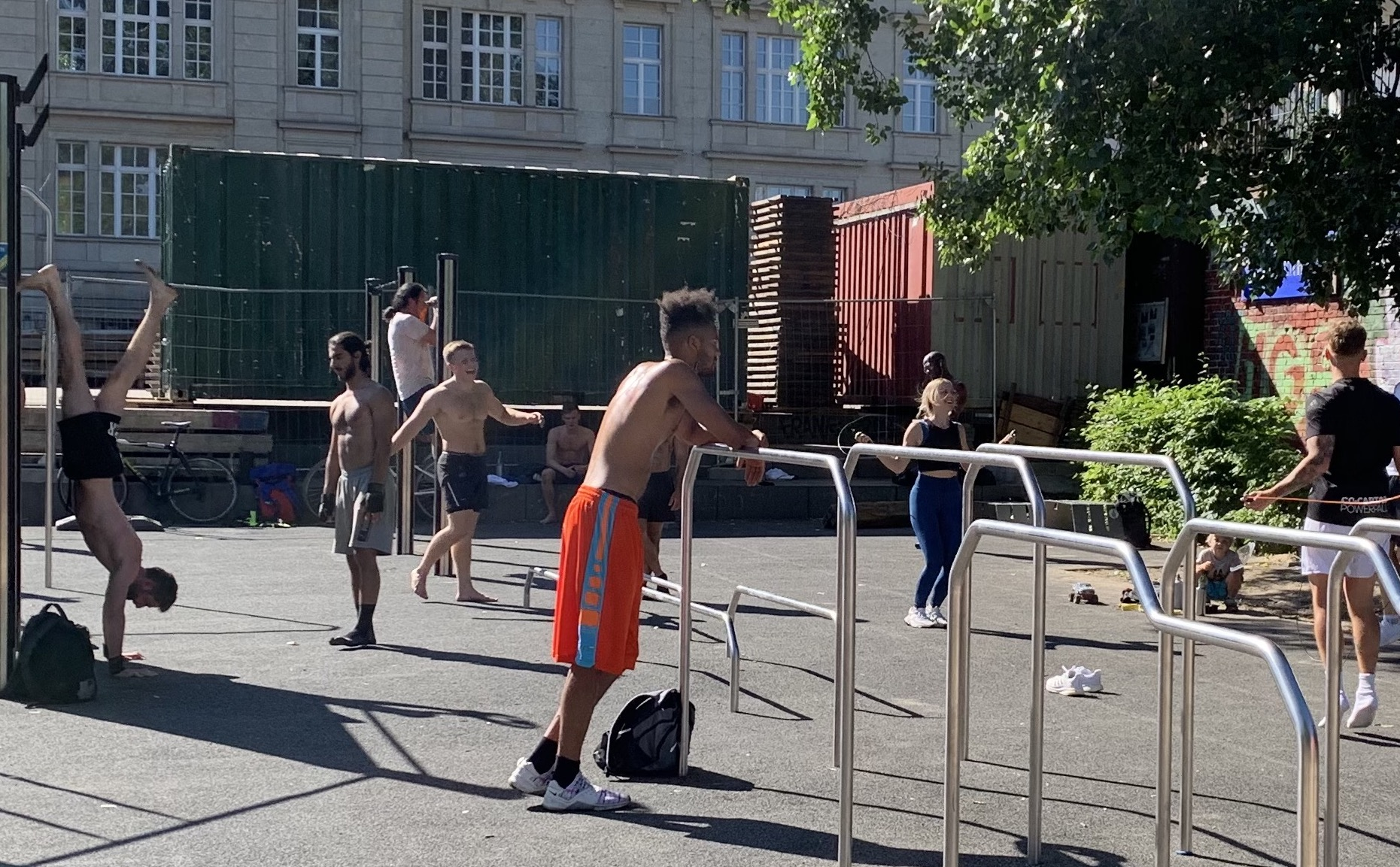
Berliner im Fitnesspark

In Berlin gab es im Jahr 2016 etwa 2400 Sportvereine, in denen sich rund 640.000 Aktive dem Breitensport widmeten. Im selben Jahr gab es in der Stadt rund 250 Fitnessstudios.
Im Jahr 2015 waren 73 Berliner Mannschaften in den verschiedenen ersten deutschen Bundesligen sowie 70 Mannschaften in den zweiten Bundesligen vertreten. Einige Vereine sind dabei im Bereich des professionellen Sports tätig. Zu den prominentesten Vertretern zählen hier Hertha BSC und der 1. FC Union Berlin (Fußball), Alba Berlin (Basketball), die Eisbären Berlin (Eishockey), die Füchse Berlin (Handball) und die Berlin Recycling Volleys (Volleyball). Die Wasserfreunde Spandau 04 sind deutscher Wasserball-Rekordmeister.
Berlin war in der Geschichte mehrfach Austragungsort internationaler Sportwettkämpfe. 1936 wurden die Olympischen Sommerspiele hier ausgetragen, 2006 fanden Vorrunden-, ein Viertelfinal- und das Finalspiel der Fußball-Weltmeisterschaft im Olympiastadion statt. 2009 wurden auch die Leichtathletik-Weltmeisterschaften dort ausgetragen. Jedes Jahr findet zudem einer der weltgrößten Marathonläufe, das Finale des DFB-Pokals sowie die Leichtathletik-Veranstaltung ISTAF statt.
In Berlin wurden die aktuellen Weltrekorde (Stand: 2021) im Marathon- (Dennis Kimetto), im 100- und 200-Meter-Lauf (beide Usain Bolt) aufgestellt.
Der Deutsche Olympische Sportbund betreibt mit dem Olympiastützpunkt Berlin einen von 19 Olympiastützpunkten. Rund 500 Bundeskaderathleten aus über 30 olympischen Sportarten bilden das leistungssportliche Kontingent. Bekannte Berliner oder in Berlin lebende Olympioniken sind Franziska van Almsick, Christoph und Robert Harting, Katarina Witt sowie Claudia Pechstein.
Den Berliner Bäder-Betriebe (BBB) unterstehen im Jahr 2019 insgesamt 62 Badeanstalten. Darunter sind öffentliche Schwimmhallen, nichtöffentliche Schwimmeinrichtungen für den Schul- und Vereinsbetrieb sowie Frei- und Sommerbäder. Die Bäder besuchen jährlich etwa 6 Millionen Sporttreibende. Die BBB sind der größte kommunale Bäderbetreiber in Europa.
Zu den größten Sportstätten der Stadt gehören im Jahr 2020 das Olympiastadion mit 74.649 Plätzen, das Stadion An der Alten Försterei mit rund 22.000 Plätzen, die Mercedes-Benz Arena mit maximal 17.000 Plätzen, das Velodrom mit maximal 12.000 Plätzen und die Max-Schmeling-Halle mit bis zu 11.900 Plätzen.

## Museen
Berlin verfügt über eine Vielzahl von Museen. Im Jahr 1841 bestimmte eine königliche Order, die von Spree und Kupfergraben umflossene Museumsinsel im nördlichen Teil der Spreeinsel zu einem „der Kunst und der Altertumswissenschaft geweihten Bezirk“. Schon zuvor war dort das Alte Museum am Lustgarten entstanden, dem mehrere Museen, wie das Neue Museum, die Alte Nationalgalerie, das heutige Bode-Museum und das Pergamonmuseum folgten. Diese Museen sind in erster Linie durch ihre Exponate aus der Zeit der Antike berühmt. 1999 wurde die Museumsinsel in die UNESCO-Liste des Weltkulturerbes aufgenommen.

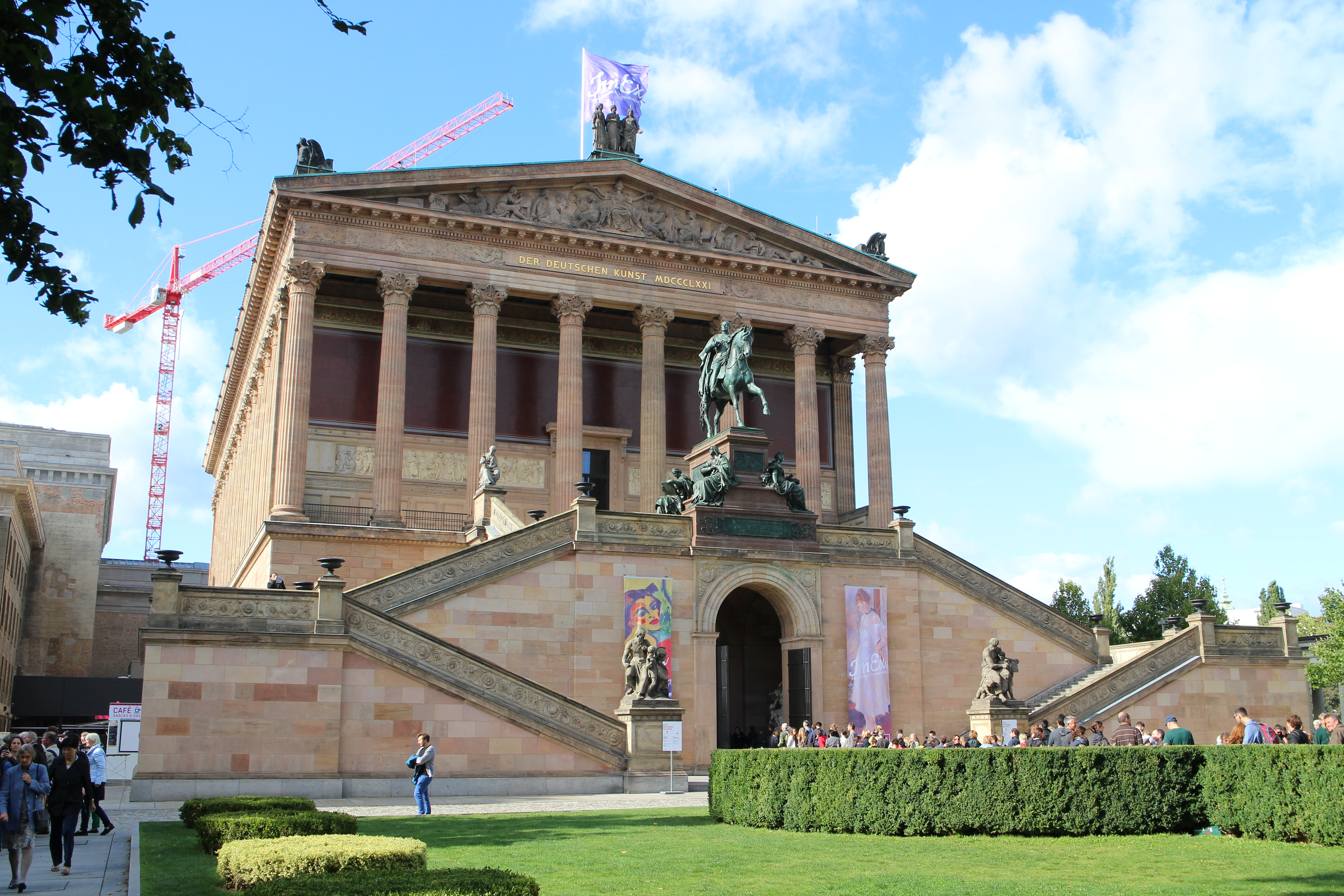
Die Alte Nationalgalerie, Weltkulturerbe auf der Berliner Museumsinsel

Das Naturkundemuseum ist mit über 30 Millionen Objekten und dem höchsten Dinosaurierskelett der Welt eines der bedeutendsten Naturkundemuseen weltweit. Im Deutschen Technikmuseum Berlin werden Exponate und Experimente rund ums Thema Technik ausgestellt. Die Gemäldegalerie und Neue Nationalgalerie sind Kunstmuseen im Kulturforum, das Bauhaus-Archiv ist ein Architekturmuseum. Das Deutsche Historische Museum im Zeughaus Unter den Linden veranschaulicht deutsche Geschichte aus 2000 Jahren. Einen ebenso langen Zeitraum jüdisch-deutscher Geschichte zeigt das Jüdische Museum.

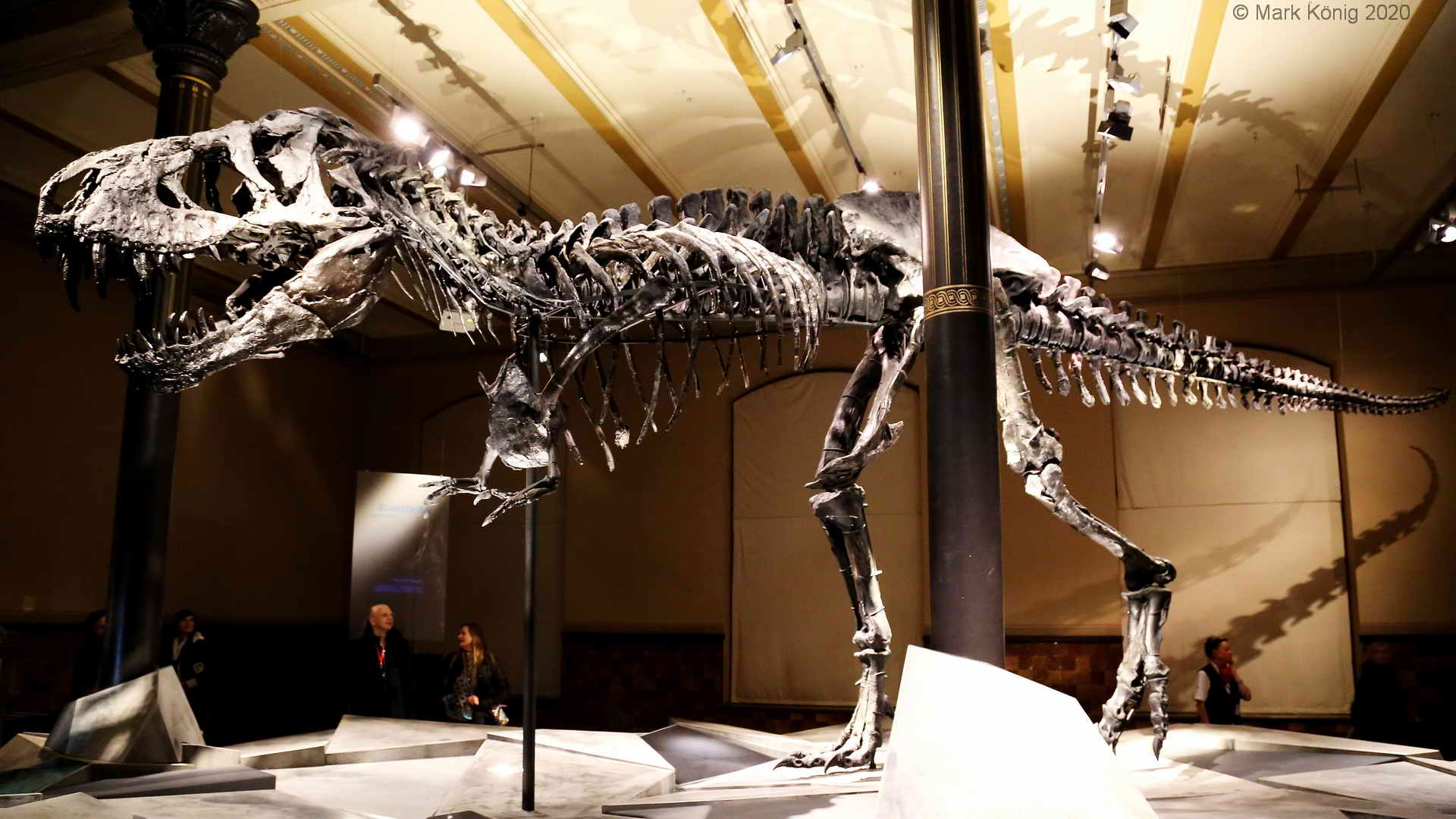
Skelett eines Tyrannosaurus im Museum für Naturkunde

Das Jagdschloss Grunewald beherbergt eine Gemäldesammlung aus dem 15. bis 19. Jahrhundert. In Lichtenberg befinden sich auf Arealen des früheren Ministeriums für Staatssicherheit der DDR die Forschungs- und Gedenkstätte Normannenstraße und die Gedenkstätte Berlin-Hohenschönhausen. Das Mauermuseum am Checkpoint Charlie zeigt Momente der Geschichte und Geschehnisse der Mauer. In der Nähe des Potsdamer Platzes steht das „Denkmal für die ermordeten Juden Europas“.
In Berlin hat die vom Bund und allen Bundesländern gemeinsam getragene Stiftung Preußischer Kulturbesitz ihren Hauptsitz. Auch die Stiftung Preußische Schlösser und Gärten Berlin-Brandenburg unterhält hier wichtige Standorte. Beide verwalten, bewahren, pflegen und ergänzen in ihren international bedeutenden Einrichtungen die Kulturgüter des ehemaligen Staates Preußen.
Die 1995 gegründete Stiftung Stadtmuseum Berlin betreibt u. a. das Märkische Museum (1874 gegründet). Die breite Palette der verschiedenen, zum Teil schon im 19. Jahrhundert begründeten Sammlungen der Stiftung dokumentieren in großer Vielfalt alle Bereiche der Entwicklung Berlins von den ersten Spuren menschlicher Besiedlung in der Steinzeit bis zur Gegenwart.

## Nachtleben

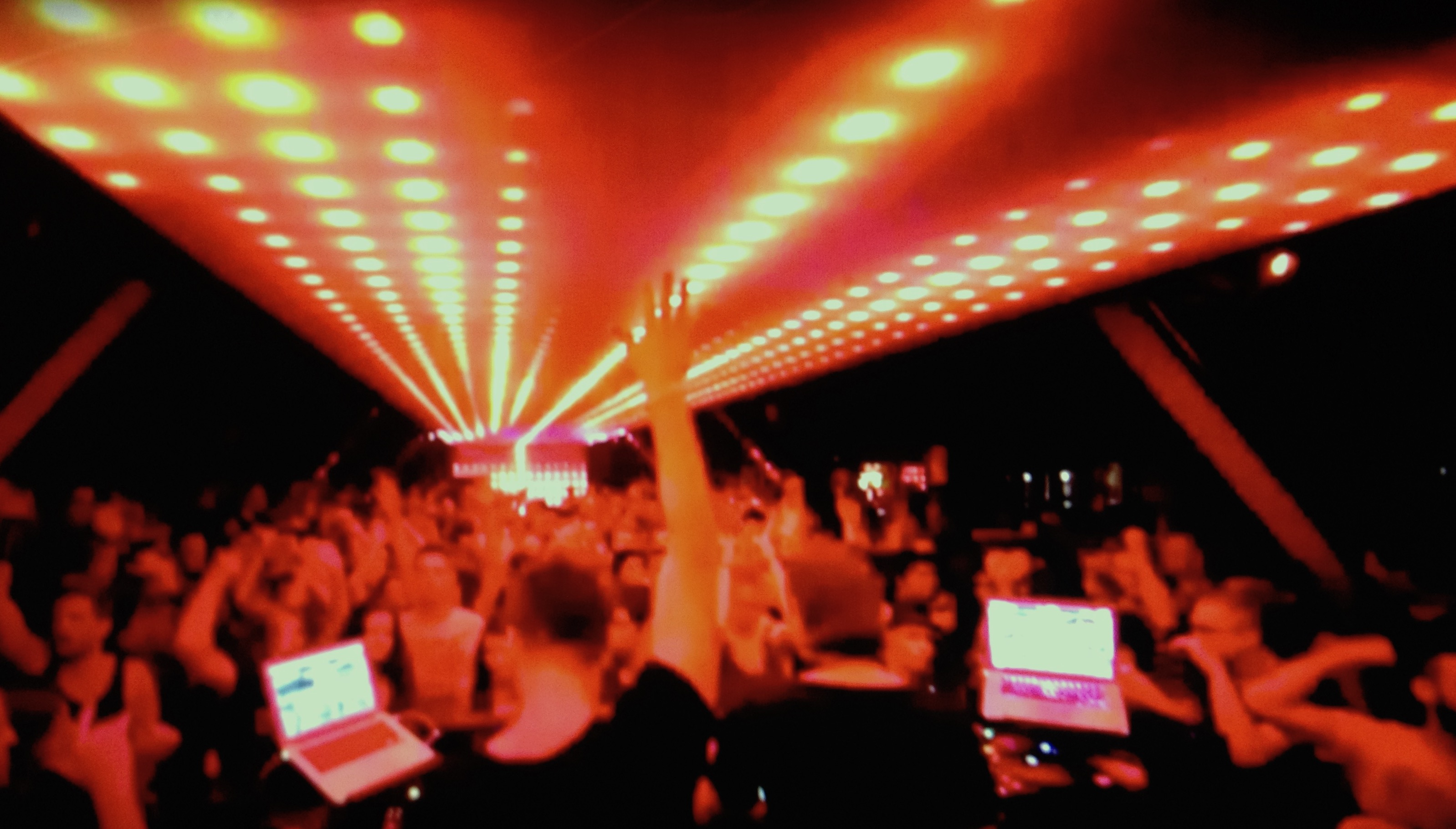
Feier in einem Berliner Club

Das sich nach der Wende aus der Alternativkultur und Besetzung von Freiräumen im Ostteil der Stadt entwickelte Nachtleben ist spätestens seit der Jahrtausendwende international bekannt. Hohe Bekanntheit genießen Nachtclubs wie der Tresor, der KitKatClub, der Club der Visionaere, das Watergate, das Berghain, die Wilde Renate, das Sisyphos, das ://about blank und der Kater Blau.
Der 2001 gegründete Verein Club Commission – Verband der Berliner Club-, Party- und Kulturereignisveranstalter vertrat im Jahr 2020 rund 185 Mitglieder.
Zu den beliebten Gegenden, die für ihre abendliche Ausgehkultur bekannt sind gehören der Nollendorfplatz in Schöneberg, der Savignyplatz in Charlottenburg, die Oranienstraße in Kreuzberg, der Boxhagener Platz in Friedrichshain, der Kollwitzplatz in Prenzlauer Berg, die Oranienburger Straße in Mitte und die Weserstraße in Neukölln.

## Küche

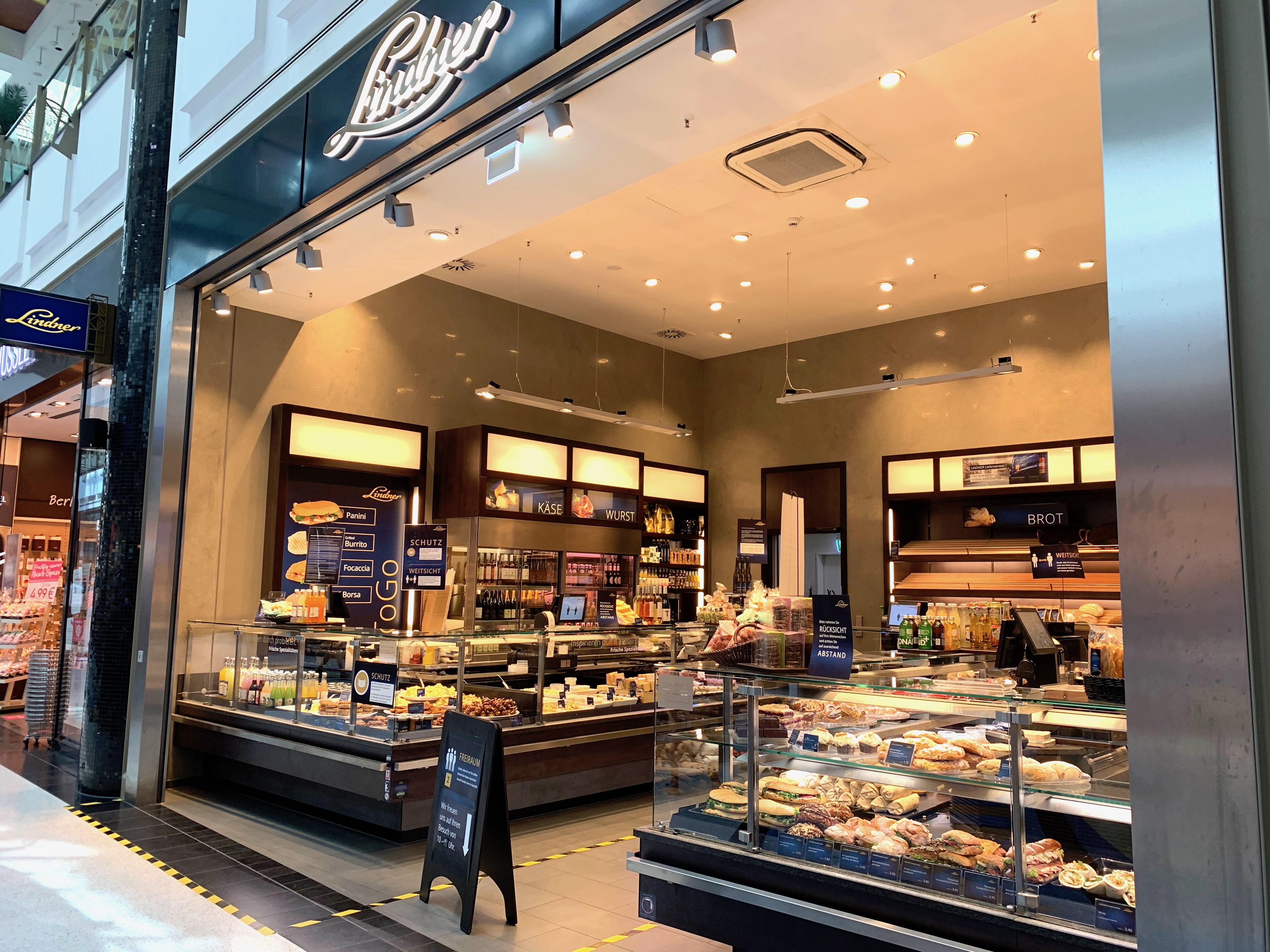
Geschäft mit Berliner Spezialitäten

Als häufig in Berlin angebotene Spezialitäten gelten die Currywurst, Kasseler, die in Berlin entwickelten Varianten des Döner Kebab, Buletten und der Berliner Pfannkuchen. Berlin besaß von 1850 bis 2000 eine wesentliche Bierbrautradition. Die gängigste Biersorte ist das Pilsener. Ein bekanntes Mixgetränk ist der Futschi.
Im Jahr 2018 gab es in Berlin über 9800 Gastronomiebetriebe. Davon handelte es sich bei 1796 um Betriebe mit Ausschank von Getränken wie Schankwirtschaften, Diskotheken oder Bars. Mehr als 5000 Restaurants gab es in der Metropole.

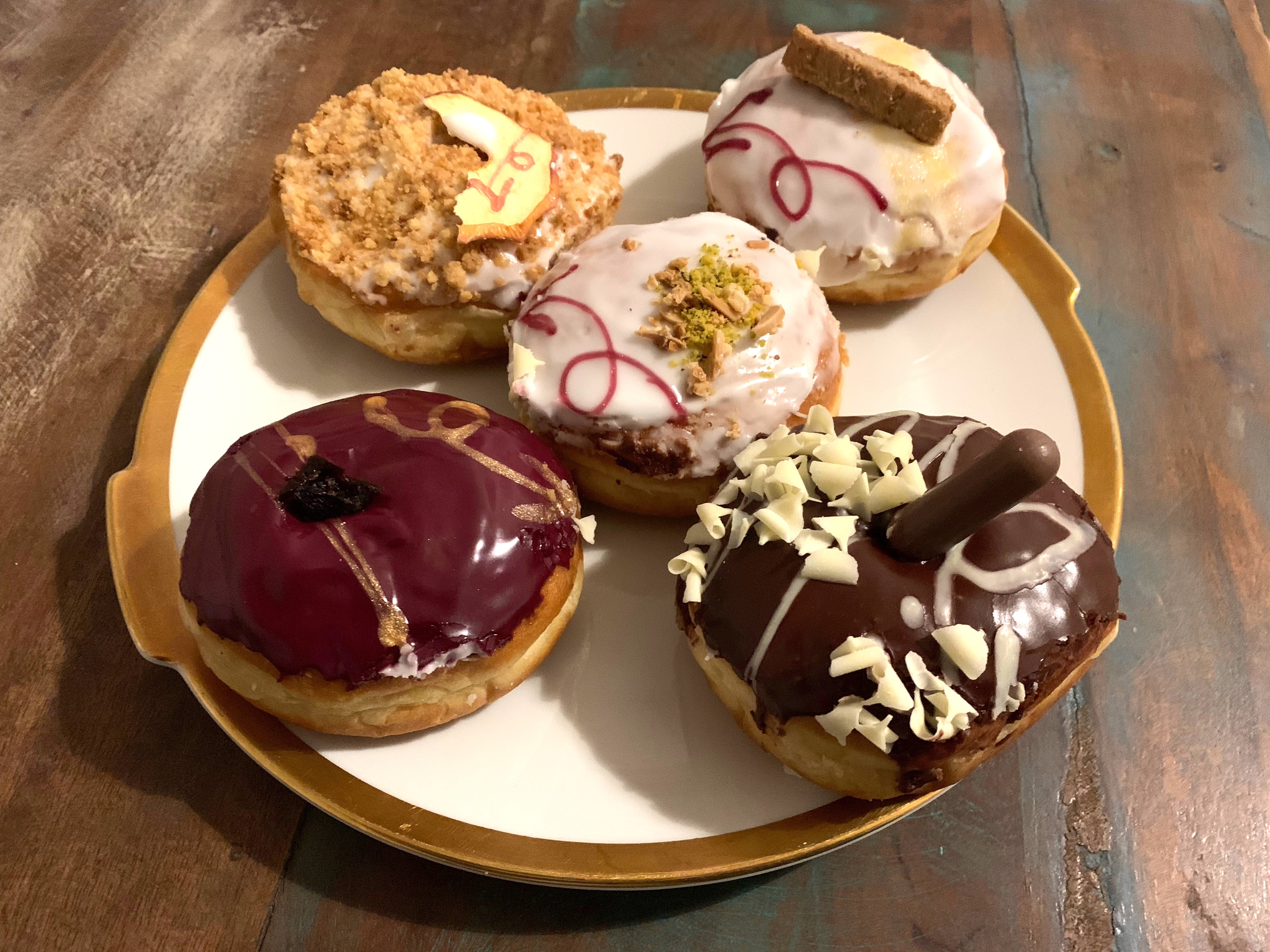
Berliner Pfannkuchen

Die fortschreitende Internationalisierung der in Berlin zu beobachtenden Essgewohnheiten sowie die Zunahme von vegetarischer Ernährungsweise beeinflussten die Entwicklungen der Berliner Küche nach 1990. Die Spitzengastronomie in der Metropole hat sich seit Beginn der 2000er Jahre erfolgreich weiterentwickelt. So gab es im Jahr 2025 insgesamt ein Restaurant, das mit drei Michelin-Sternen ausgezeichnet wurde und vier Restaurants, die mit zwei Michelin-Sternen ausgezeichnet wurden. Weitere 17 Restaurants erhielten einen Stern. Berlin zählte damit zu den hochdekorierten europäischen Städten.
Nach 2010 ist in Berlin eine sehr lebendige Szenegastronomie entstanden. In vielen Innenstadtbereichen wurden neue Bar-, Café und Restaurantkonzepte umgesetzt. Die Markthalle IX in Kreuzberg wurde zum Anlaufpunkt für eine stark international geprägte Imbisskultur.
Zu den bekanntesten Berliner Lebensmittelproduzenten zählen u. a. der Süßwarenhersteller August Storck und der Delikatessenhändler Lindner. Das KaDeWe beherbergt eine große Feinkostabteilung.

## Film

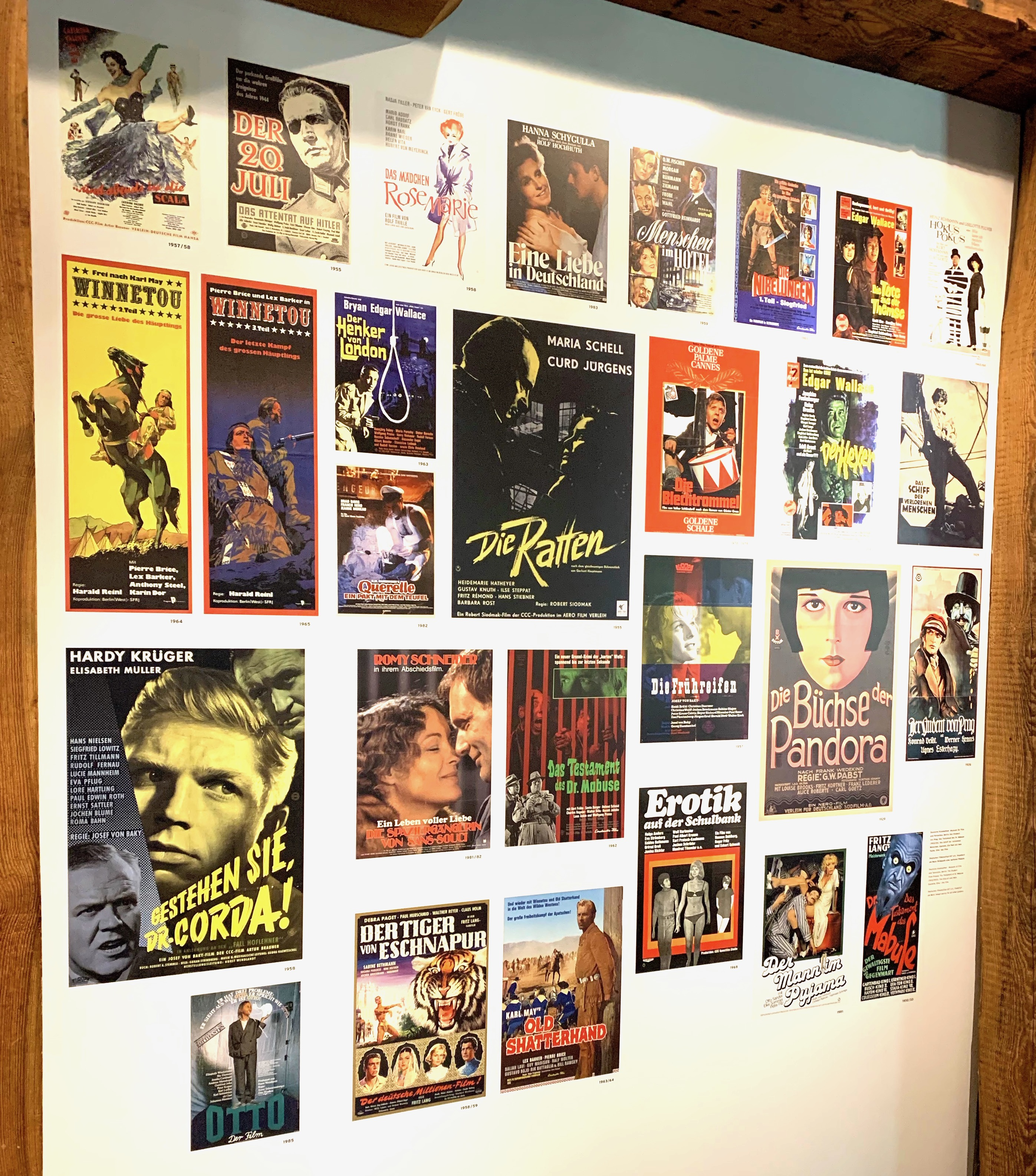
Filmplakate von in Berlin produzierten Filmen

In Berlin werden zahlreiche Filme produziert, die teilweise oder überwiegend in der Region gedreht wurden. Besonders bekannt sind viele der Kinofilme, die in Kooperation mit dem Studio Babelsberg oder den Studios der CCC-Filmkunst entstanden.
Folgende Auswahl von erfolgreichen Filmen wurden von der Berliner Filmindustrie produziert und spielen in Berlin oder handeln von der Metropole: Berlin – Die Sinfonie der Großstadt, M, Olympia, Der Hauptmann von Köpenick, Die Legende von Paul und Paula, Christiane F. – Wir Kinder vom Bahnhof Zoo, Der Himmel über Berlin, Linie 1, Lola rennt, Sonnenallee, Good Bye, Lenin!, Alles auf Zucker!, Das Leben der Anderen, Keinohrhasen und Who Am I – Kein System ist sicher.

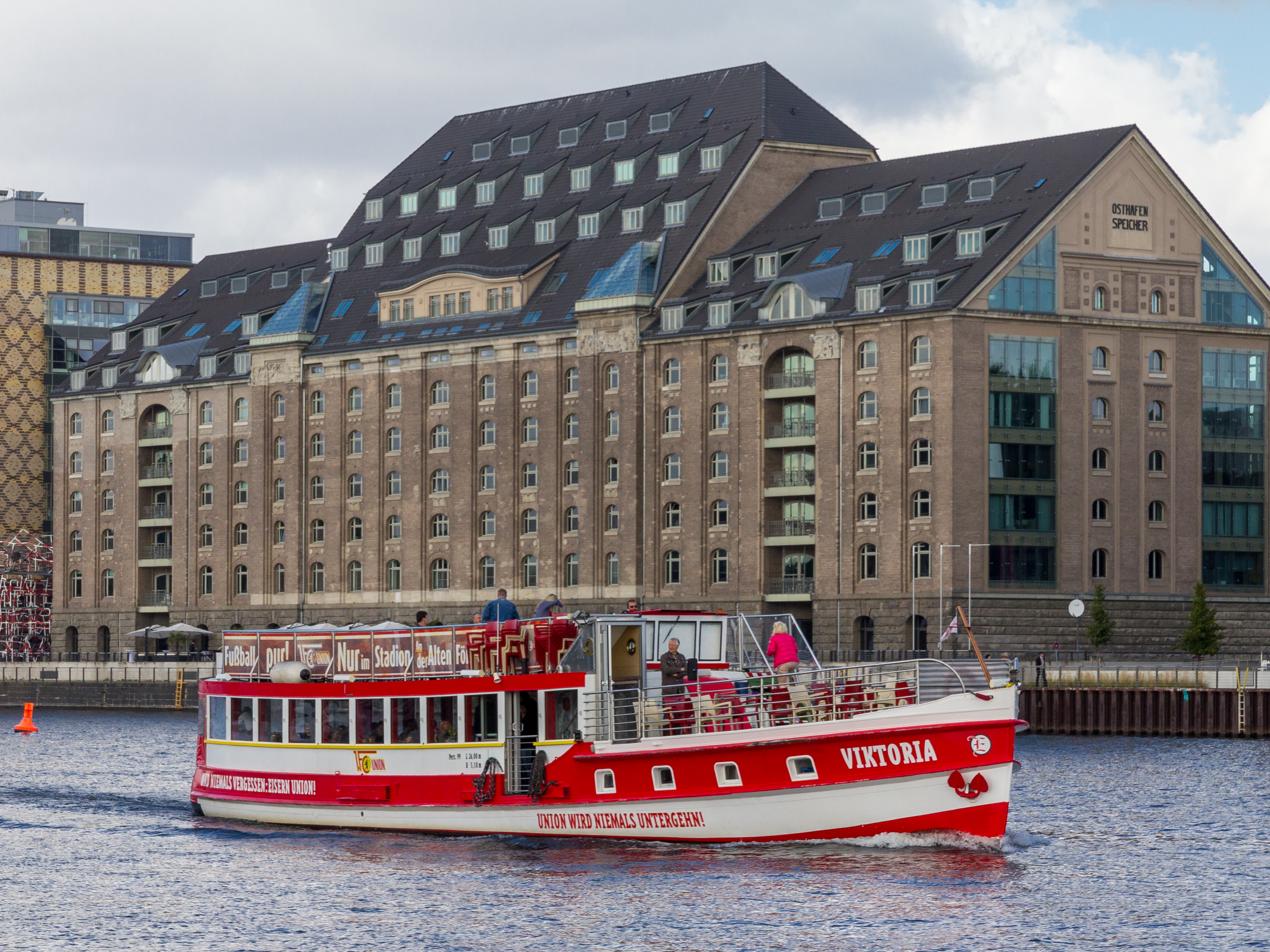
Sitz der Europäischen Filmakademie

Berlin war auch Schauplatz von vielen deutschen Serien, die zum Teil international beim Publikum erfolgreich waren. Darunter waren u. a. Drei Damen vom Grill, Ich heirate eine Familie, Liebling Kreuzberg, Verliebt in Berlin, Gute Zeiten, schlechte Zeiten, Berlin, Berlin, Das Adlon. Eine Familiensaga, Charité, Deutschland 83, 4 Blocks, Babylon Berlin und Unorthodox.
Neben den heimischen Produktionen fanden seit 1950 auch internationale, hauptsächlich US-amerikanische, Film- und Serienproduktionen in Berlin statt. U.a. waren das Eins, Zwei, Drei, Cabaret, Æon Flux, die Jason Bourne-Reihe, V wie Vendetta, Bridge of Spies – Der Unterhändler und Das Damengambit.
Mit dem Beginn des Film- und Fernsehzeitalters wurde Berlin zum Lebensort vieler berühmter Schauspielerinnen, Filmproduzenten, Regisseure und Unterhaltungskünstler. Unter den Persönlichkeiten, die aus Berlin kommen oder langjährig in der Stadt gelebt oder gewirkt haben, sind u. v. a. Peter Frankenfeld, Harald Juhnke, Günter Pfitzmann, Horst Buchholz, Götz George, Wolfgang Rademann, Rainer Brandt, Sebastian Koch und Martina Hill.
Zu den regelmäßig in Berlin verliehenen Preisen der Filmbranche zählen u. a. der Deutsche Filmpreis, der Europäische Filmpreis und der Venus Award.

## Musik
Seit der Entwicklung Berlins zur Millionenmetropole Ende des 19. Jahrhunderts entstehen in der Popkultur eine Vielzahl von Liedern, die über das Leben in der Stadt erzählen. Deshalb zählt Berlin zu den meistbesungenen Städten der Welt.

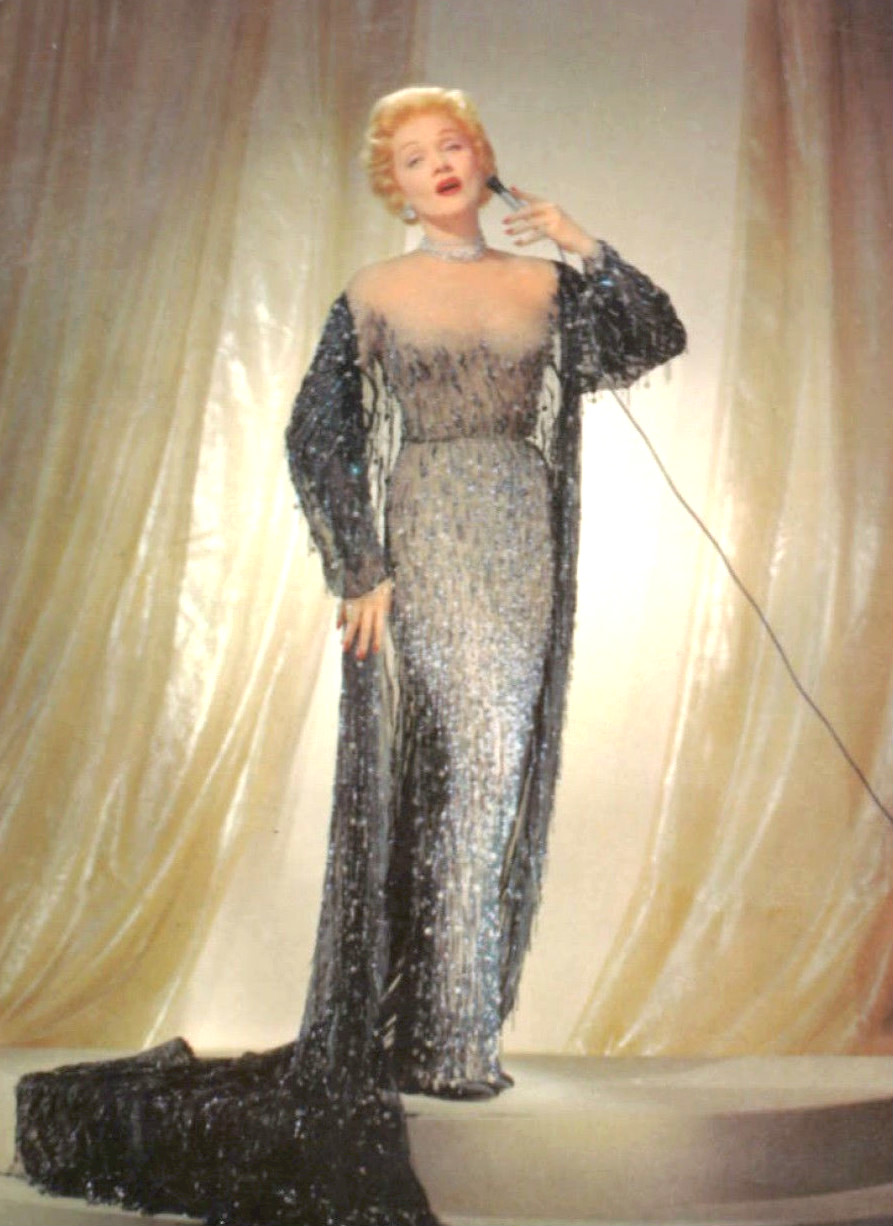
Marlene Dietrich
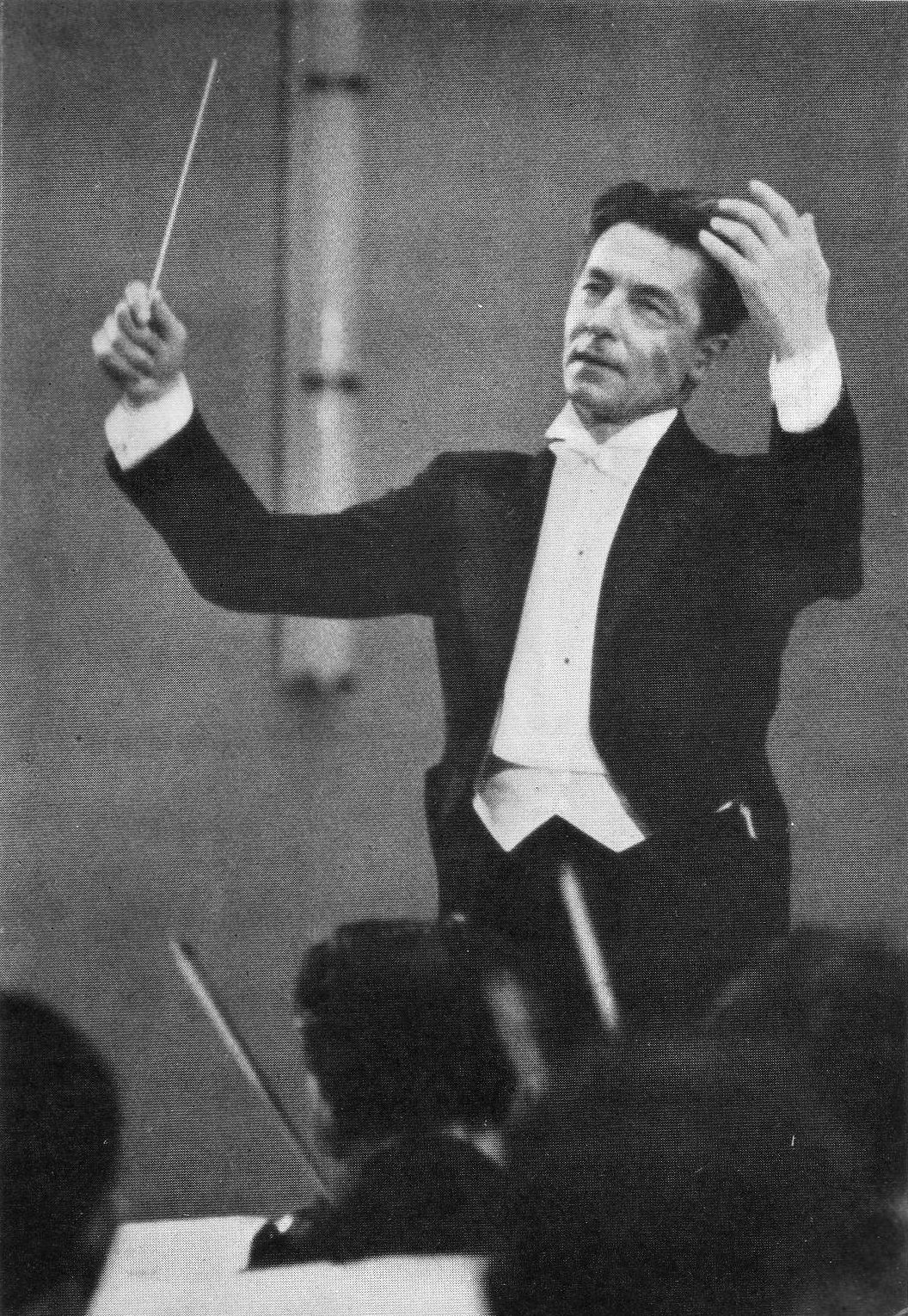
Herbert von Karajan
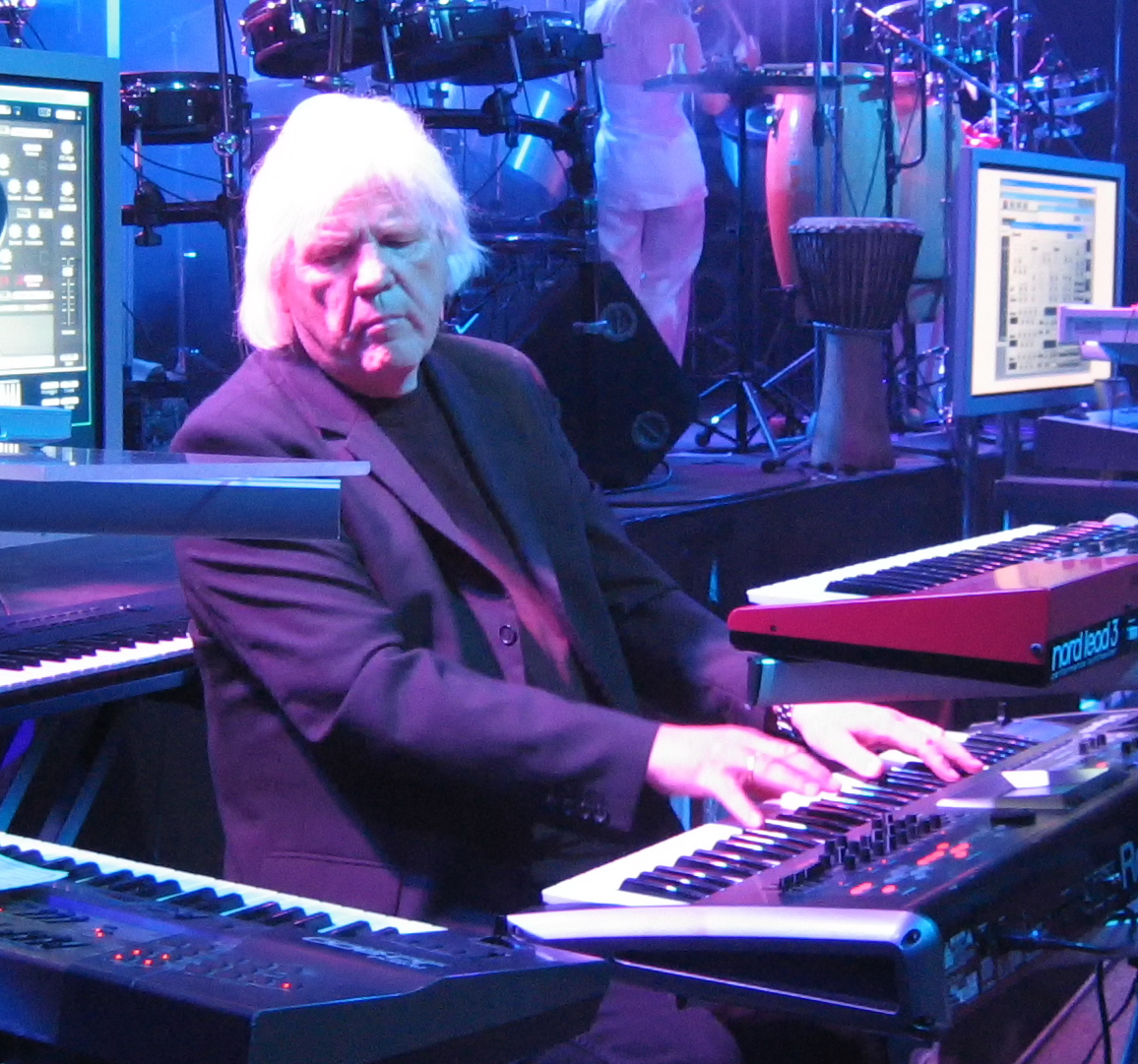
Tangerine Dream
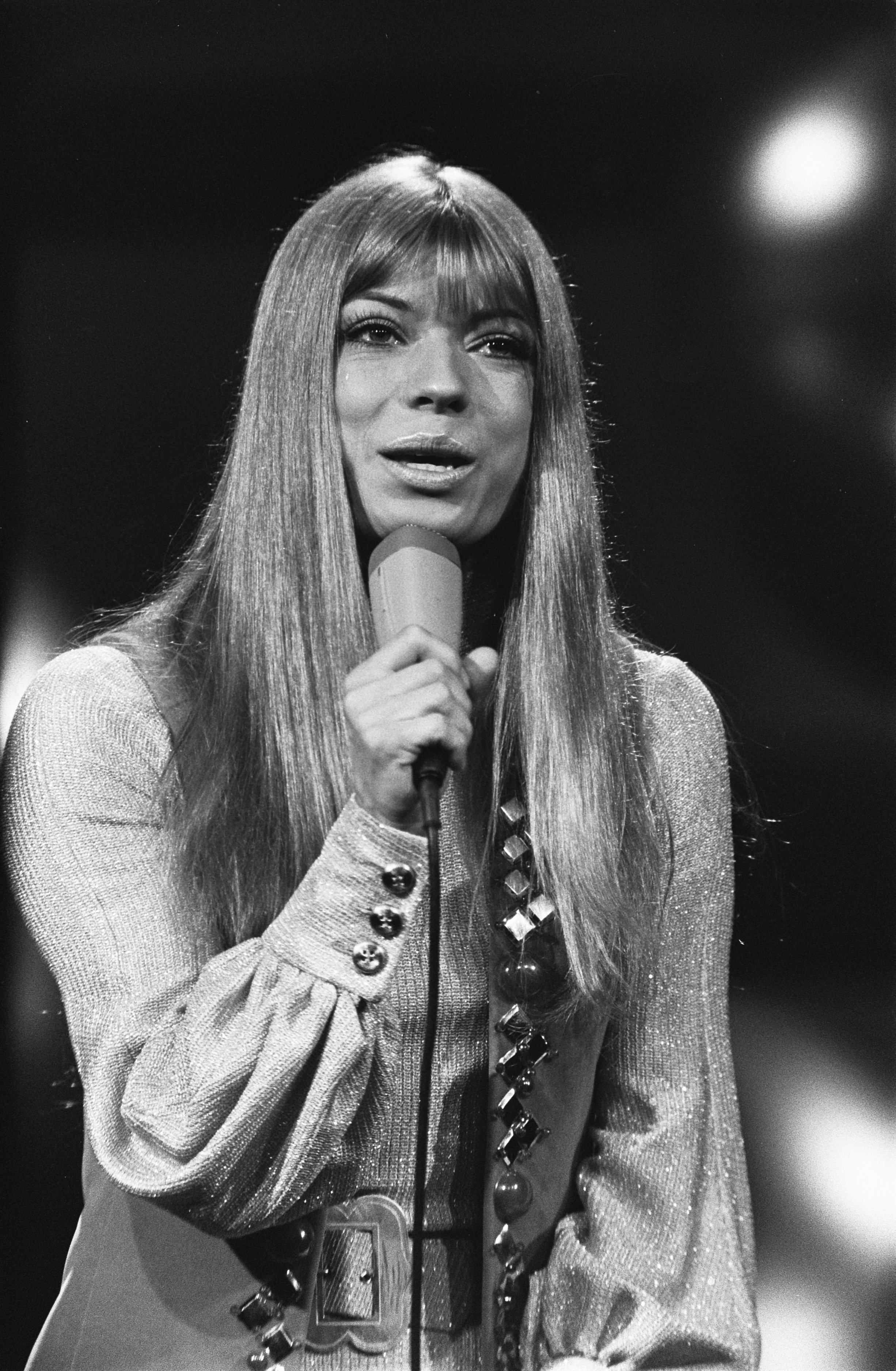
Katja Ebstein
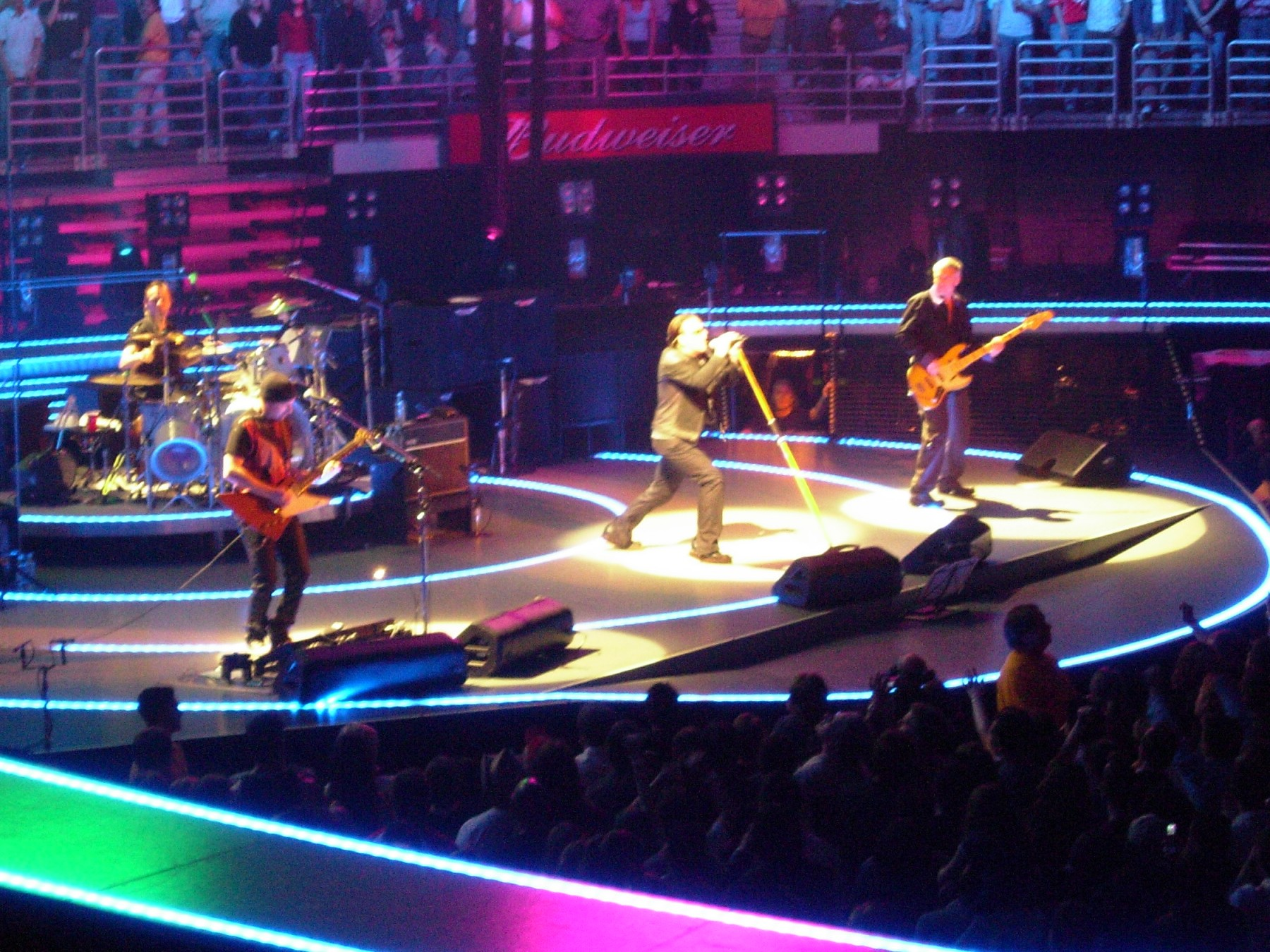
U2
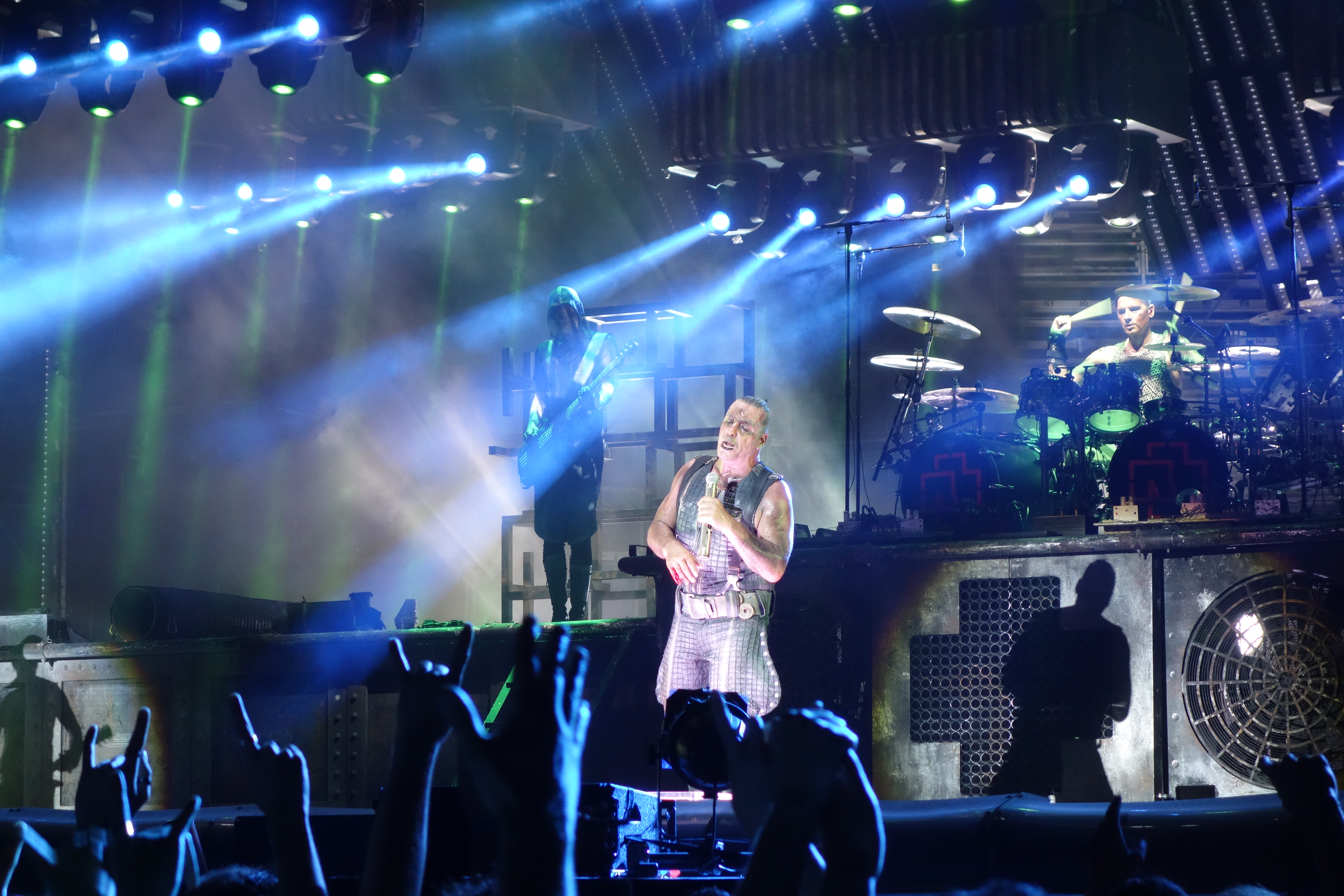
Rammstein

Internationale Musiker wie Leonard Cohen, David Bowie, Iggy Pop, Lou Reed, Depeche Mode, U2, Rufus Wainwright oder die Pet Shop Boys sangen über Berlin oder produzierten ihre Alben in der Stadt. Die Hansa-Tonstudios waren dabei für viele Künstler eine wichtige Anlaufstelle um ihre Musikaufnahmen zu realisieren.
Zu den erfolgreichsten Künstlerinnen, Bands und Künstlern, die in Berlin gewirkt haben, gehören u. a. Paul Lincke, Marlene Dietrich, die Comedian Harmonists, Conny Froboess, Herbert von Karajan, Hildegard Knef, Harald Juhnke, Frank Schöbel, Tangerine Dream, Rio Reiser, Gebrüder Blattschuss, Ideal, City, Nina Hagen, Max Raabe, Daniel Barenboim, Sir Simon Rattle, Thomas Quasthoff, Reinhard Mey, Roland Kaiser, Katja Ebstein, Die Ärzte, Seeed, Ellen Allien, Bushido, Paul van Dyk und Rammstein.

## Bildende Kunst

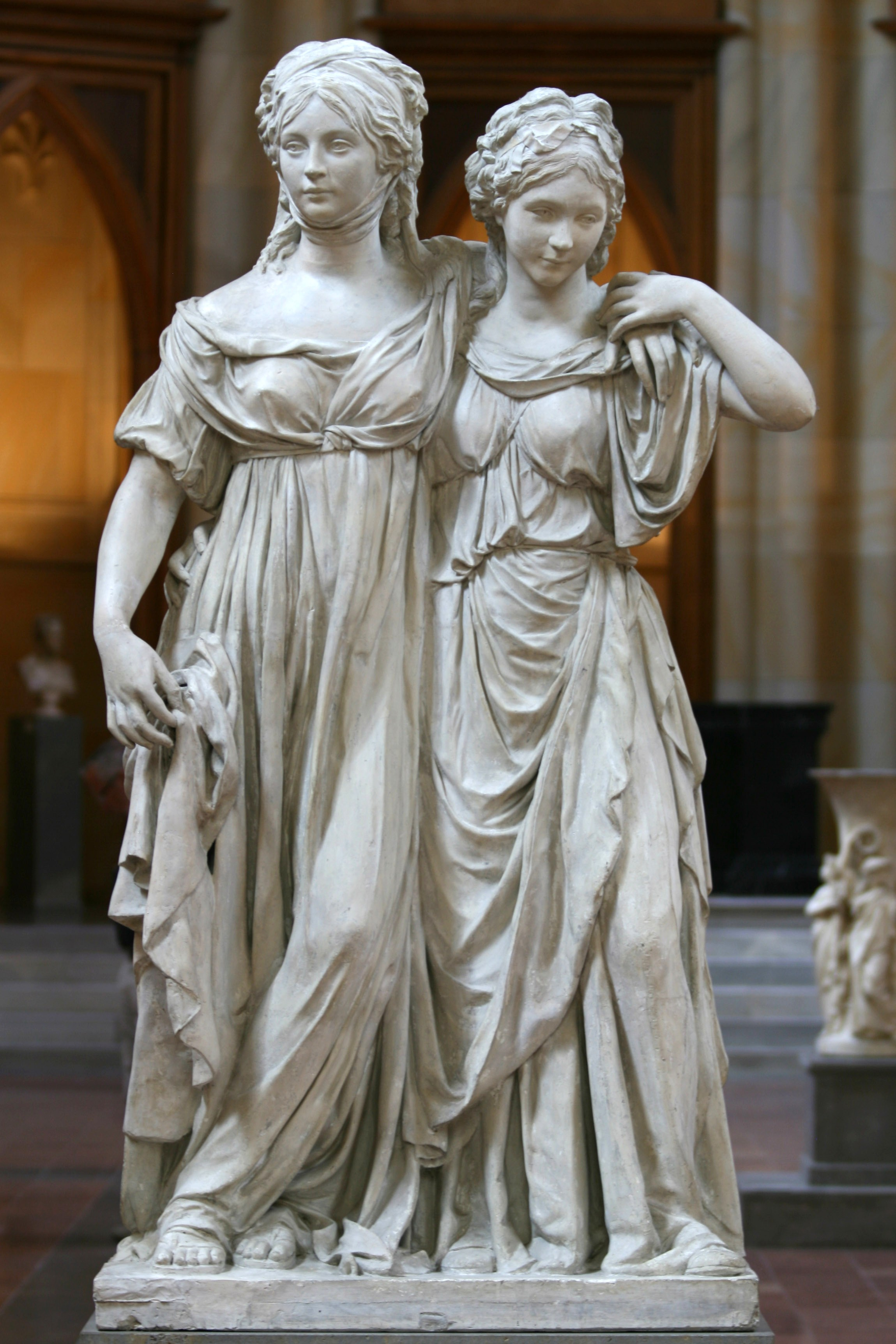
Prinzessinnengruppe, 1795

Die Werke der Berliner Bildhauerschule zählen zu den frühen Zeugnissen der bildenden Künste aus Berlin. Der generationenübergreifenden Kunstrichtung der klassizistischen, naturalistischen Porträt- und Denkmalkunst werden rund 400 Bildhauer des 19. Jahrhunderts zugerechnet. Die Berliner Bildhauerschule begann mit Johann Gottfried Schadow um 1785 und endete mit der Generation der Schüler von Reinhold Begas um 1915. Wichtigster Repräsentant war neben Schadow sein Schüler Christian Daniel Rauch.
Ab 1893 fand jährlich die überregional bedeutende Große Berliner Kunstausstellung statt. Mit dem Aufkommen der Berliner Secession 1898, die den Impressionismus in der Malerei prägte, etablierte sich Berlin als herausragendes Zentrum der bildenden Kunst in Deutschland.

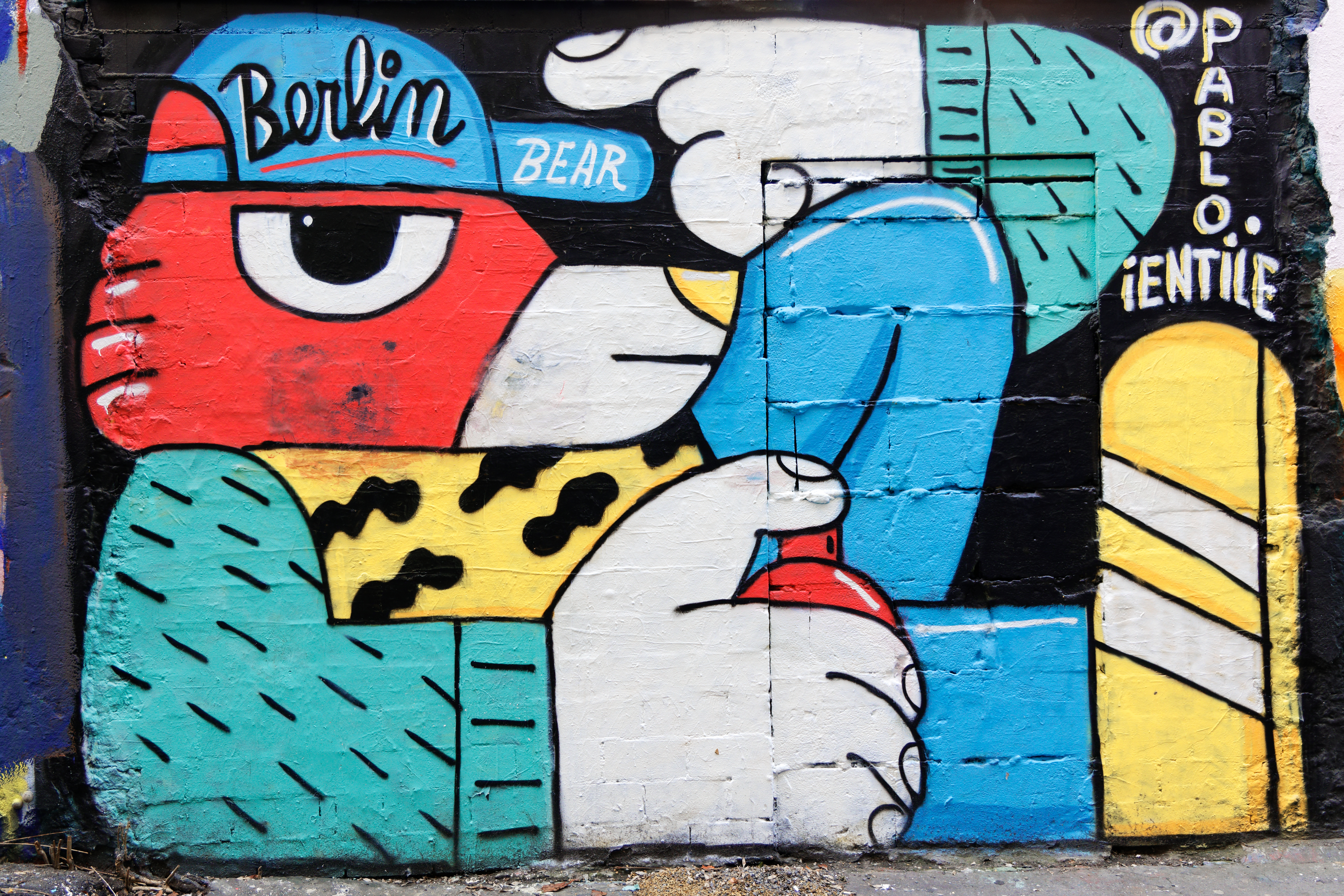
Berliner Bär Graffiti, 2021

Durch den Umzug der expressionistisch arbeitenden Künstlergruppe „Brücke“ nach Berlin erlangte die Kunstszene der Metropole Weltgeltung. Nach 1933 und 1945 gelang der Anschluss an die internationale Kunstwelt jedoch nicht mehr.
Mit Beginn des 21. Jahrhunderts hat die Bedeutung der Stadt für die bildenden Künste wesentlich zugenommen. Seitdem leben und arbeiten eine Vielzahl international anerkannter Kunstschaffender in der Stadt. Berlin entwickelte sich seitdem auch zu einem globalen Zentrum der Streetartszene.
Durch die im internationalen Vergleich sehr hohe Anzahl von über 300 ansässigen Galerien im Jahr 2008 spielt der Standort auch auf dem internationalen Kunstmarkt eine wichtige Rolle.
Zu den international berühmtesten Künstlern die in Berlin geboren wurden oder langjährig in der Stadt gearbeitet haben zählen u. a. Anna Dorothea Therbusch, Max Liebermann, Ernst Ludwig Kirchner, Max Beckmann, Helmut Newton, Walter Womacka, Martin Kippenberger, Katharina Grosse, Olafur Eliasson und Christopher Bauder.

## Mode

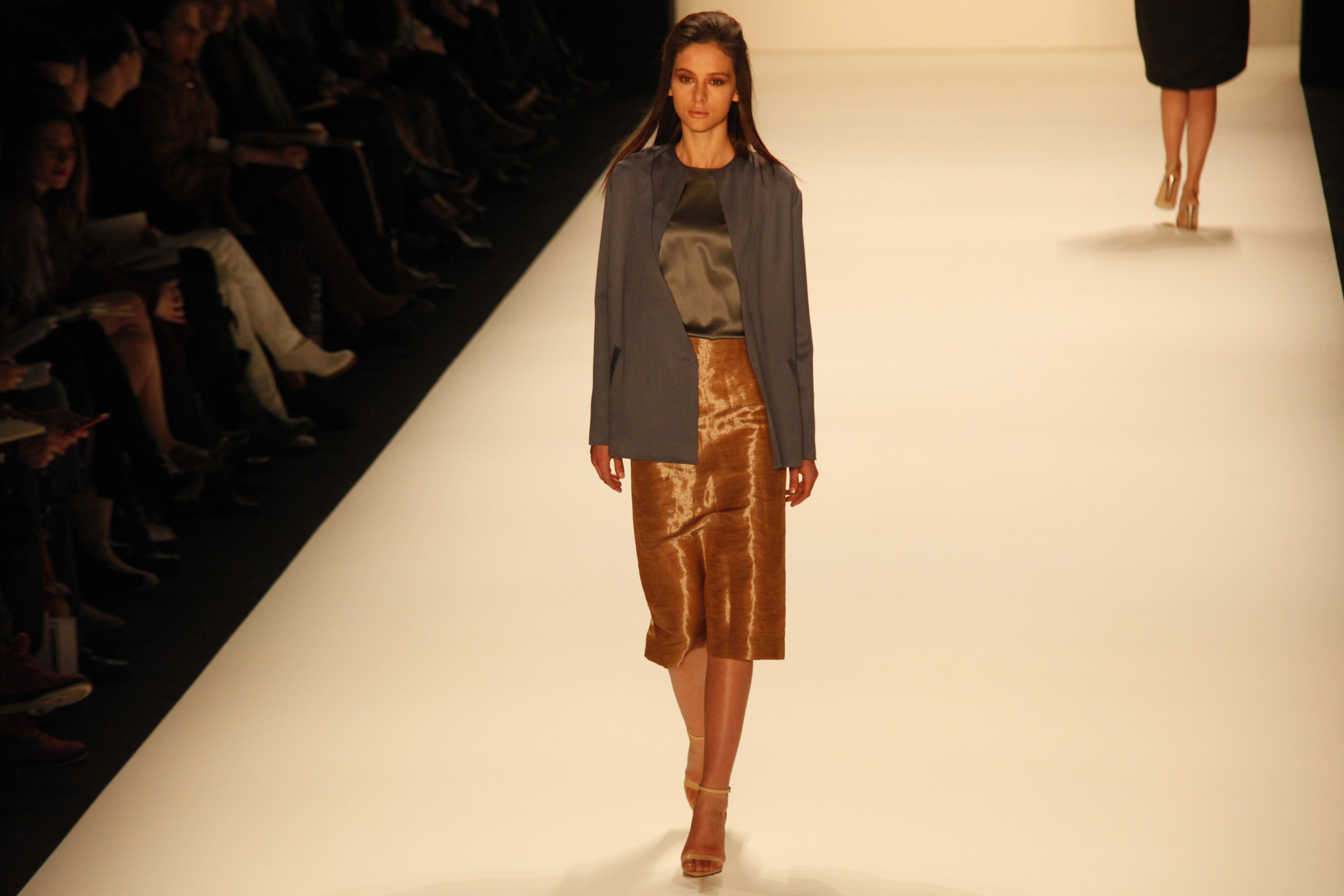
Modepräsentation auf der Berlin Fashion Week, 2013

Die Modeindustrie in Berlin erlebte zwischen 1900 und 1930 ihre erste Blütezeit. Die Stadt zählte mit ihren Konfektionshäusern zu den stilprägenden Zentren Europas.
Zwischen 1945 und 1990 spielte die Stadt keine wesentliche Rolle in der Modewelt. Erst danach entwickelten sich wieder vereinzelt beachtete Modeateliers. 2003 gab es rund 300 Studios in der Stadt, die sich der Modekreation verschrieben haben. Bis 2020 konnten sich jedoch die wenigsten erfolgreich am Markt etablieren.
Die Berlin Fashion Week  findet seit 2007 zweimal jährlich statt. Die Modeschau präsentiert Modenschauen und Messen für Fachpublikum und Öffentlichkeit. Die Berliner Modewoche ist die größte Veranstaltung ihrer Art im deutschsprachigen Raum.
Zu den profilierten Designern und Modemarken, die sich zwischen 2000 und 2020 in Berlin etabliert haben, zählen u. a. Wolfgang Joop, Michael Michalsky, Lala Berlin, Kaviar Gauche, Dawid Tomaszewski und Marina Hoermanseder. Die Zalando SE betreibt eine der umsatzstärksten Internet-Plattformen für Mode und Kosmetik in Europa.

## Literatur

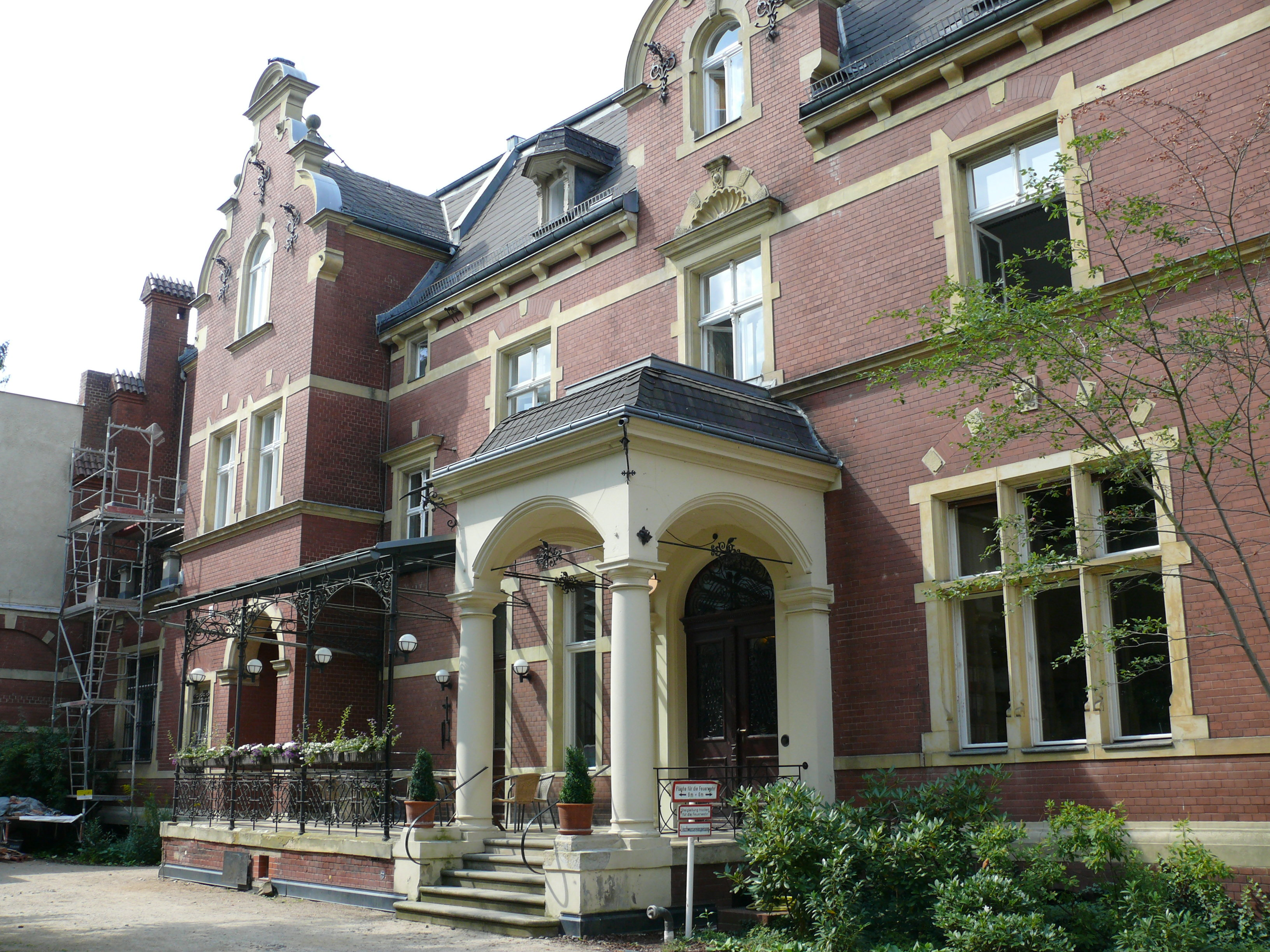
Literarisches Colloquium Berlin

## Humor
Berlin ist im 21. Jahrhundert für seine große Komikerszene berühmt. Unzählige in der Metropole lebende Unterhaltungskünstler treten auf lokalen Bühnen auf, sind durch Film und Fernsehen bekannt, oder haben sich durch die Präsenz im Internet eine Fangemeinschaft aufgebaut.
Zu den erfolgreichsten Komikern und Komikerinnen, die langjährig mit Berlin verbunden sind gehören u. a. Gisela Schlüter, Wolfgang Gruner, Dieter Hallervorden, Desiree Nick, FIL, Mario Barth und Sascha Grammel.

## Design

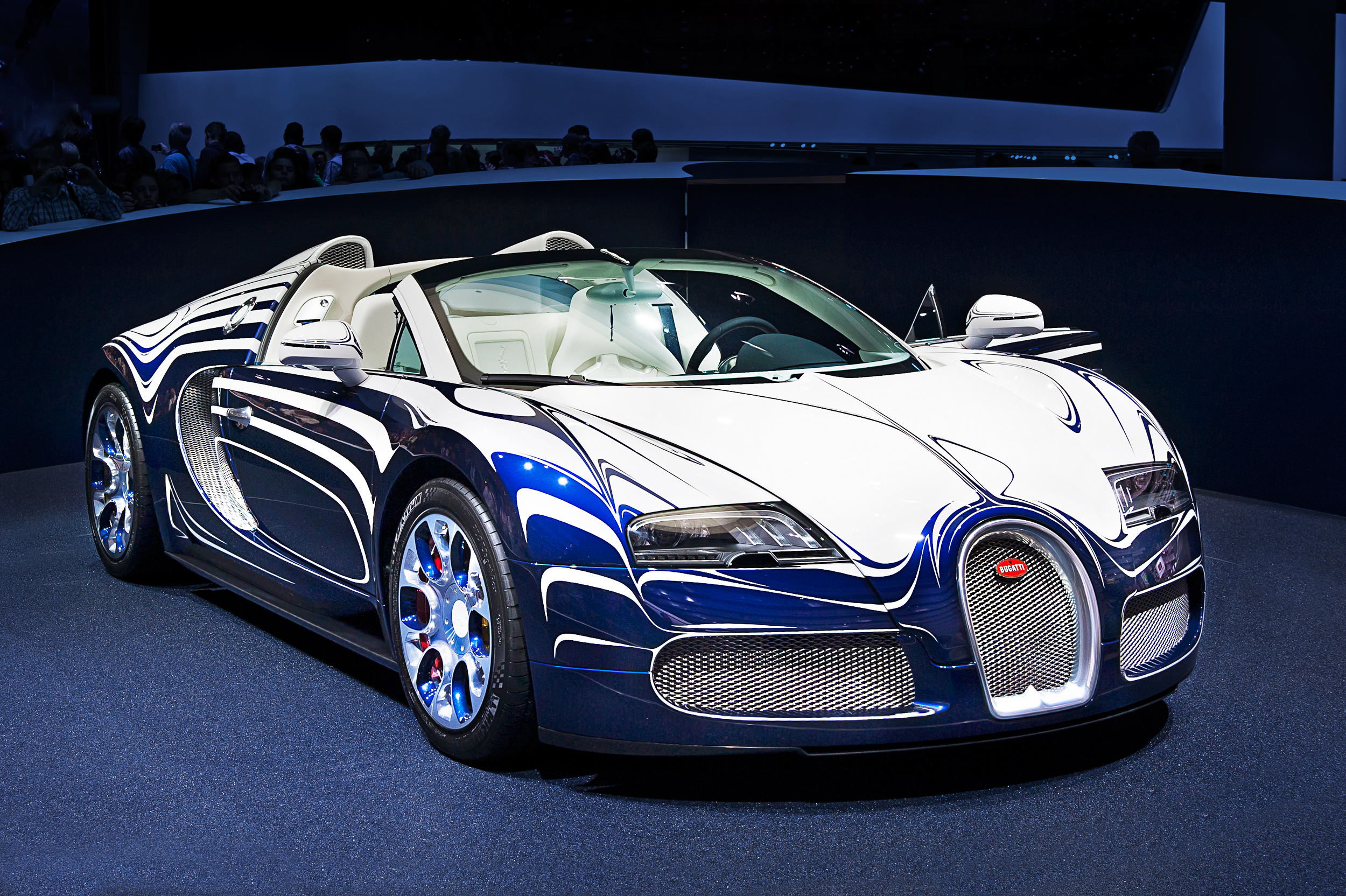
Bugatti Veyron L’Or Blanc der KPM

Nach dem Jahr 2000 sind aufgrund der wachsenden Medienlandschaft viele Gestalter und Mediendesigner in die Stadt gezogen oder haben Firmen aufgebaut.
Die Königliche Porzellan-Manufaktur Berlin (KPM), 1763 von Friedrich dem Großen in Berlin gegründet, zählt zu den traditionsreichen Firmen im Kunsthandwerk der Stadt. Die KPM ist weltweit für ihre aus Porzellan hergestellten Produkte bekannt, die im Wesentlichen aus einer Manufaktur stammen. Für die KPM haben seit Jahrhunderten zahlreiche Designer und Künstlerinnen gearbeitet.
Die Kunstgießerei Noack, gegründet 1897, hat ihren Standort in Charlottenburg und unterhält dort das Skulpturenzentrum am Spreebord. Die Gießerei ist an der Fertigung von Skulpturen beteiligt die das Stadtbild prägen. Darunter ist u. a. die Viktoria auf der Siegessäule.
Berlin ist Sitz des Art Directors Club Deutschland. Zu den berühmtesten Designern, die aus Berlin kommen zählen u. a. Ken Adam und Luigi Colani. Zu den international gefragtesten Illustratoren der Berliner Gegenwart gehören Christoph Niemann und Kat Menschik.

## Zitate über Berlin

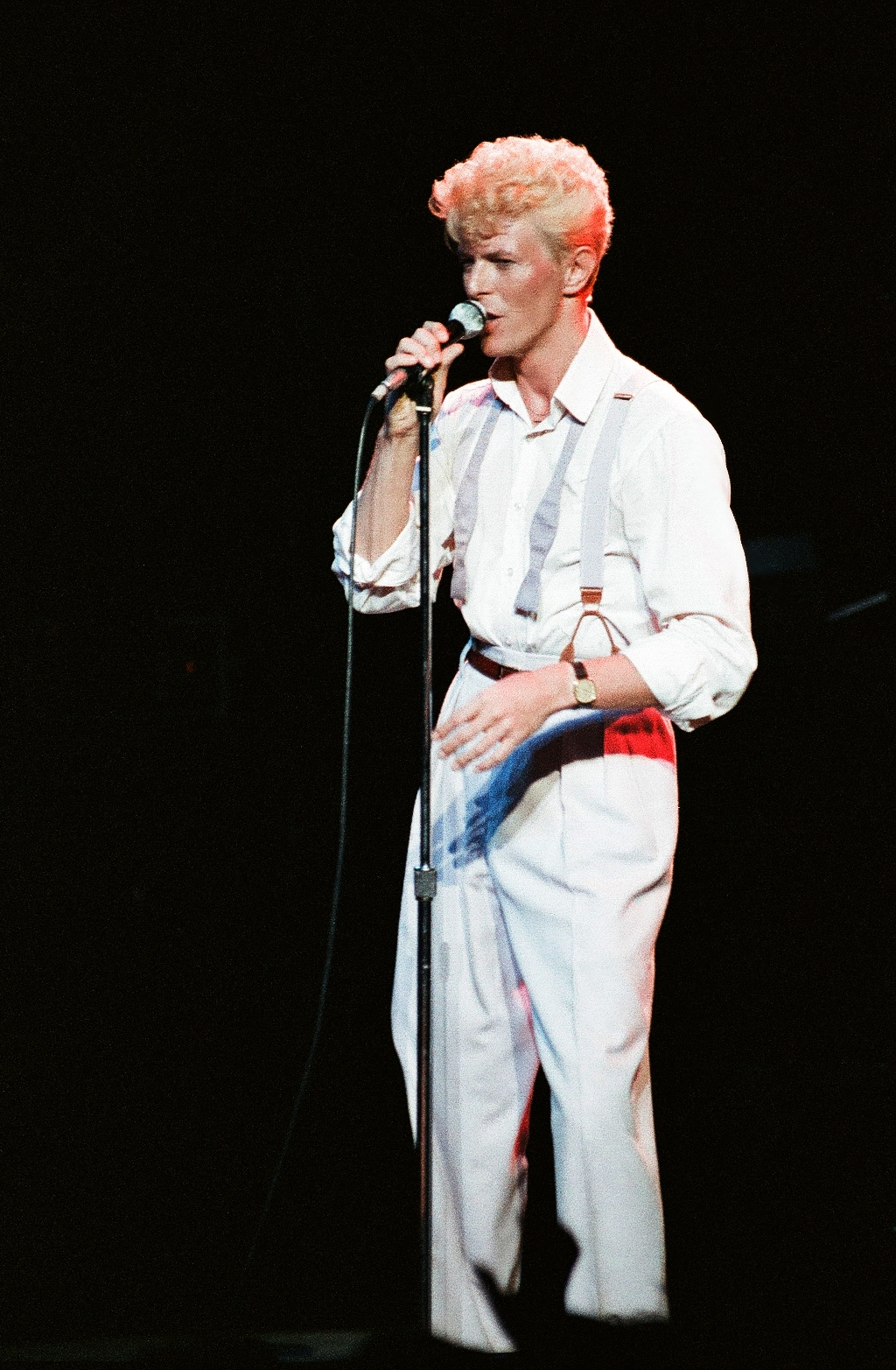
David Bowie

„Ein Berliner Witz ist mehr wert als eine schöne Gegend!“

„Berlin ist eine Stadt, verdammt dazu, ewig zu werden, niemals zu sein“

„Ich hab noch einen Koffer in Berlin“

“The greatest cultural extravaganza that one could imagine.”

„Die großartigste kulturelle Extravaganza, die man sich vorstellen kann.“

„Berlin ist arm, aber sexy.“

## Feiertage
- Neujahr, am 1. Januar des Jahres
- Frauentag, am 8. März[60]
- Karfreitag, im März oder April
- Ostermontag, im März oder April
- Tag der Arbeit, am 1. Mai
- Christi Himmelfahrt, im Mai
- Pfingstmontag, im Mai oder Juni

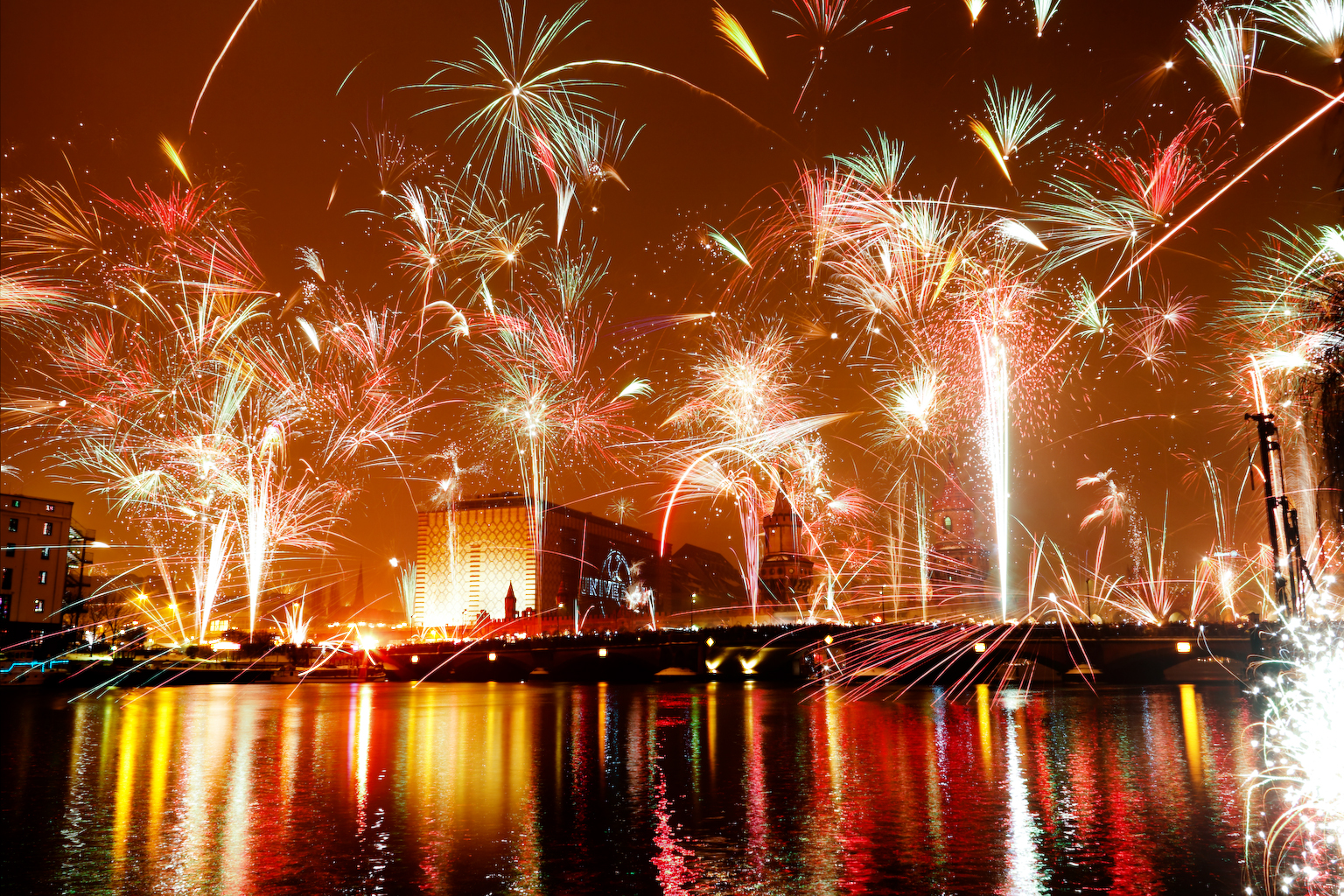
Feuerwerk am 1. Januar 2011

- Tag der Deutschen Einheit, am 3. Oktober
- 1. Weihnachtsfeiertag, am 25. Dezember
- 2. Weihnachtsfeiertag, am 26. Dezember

## Auszeichnungen
- 1979 verlieh der Weltfriedensrat anlässlich einer Tagung in Ost-Berlin den Ehrentitel Stadt des Friedens an Berlin.
- 1988 wurde West-Berlin von der Europäischen Gemeinschaft zur Kulturstadt Europas ausgerufen.
- 2005 zeichnete die UNESCO Berlin als die erste Stadt in Europa mit dem Titel Stadt des Designs aus.[61]
- 2009 erhielt Berlin den spanischen Prinz-von-Asturien-Preis für Eintracht aus Anlass des 20-jährigen Jubiläums der friedlichen Revolution von 1989.[62]
- 2017 wurde Berlin der Ehrentitel „Reformationsstadt Europas“ durch die Gemeinschaft Evangelischer Kirchen in Europa verliehen.[63]